# Tân Cương
Tân Cương (tiếng Uyghur: شىنجاڭ, đã Latinh hoá: Shinjang; tiếng Trung: 新疆; bính âm: Xīnjiāng; Wade–Giles: Hsin1-chiang1; bính âm bưu chính: Sinkiang), tên chính thức là Khu tự trị Duy Ngô Nhĩ Tân Cương, là một khu vực tự trị tại Cộng hòa Nhân dân Trung Hoa. Năm 2018, Tân Cương là đơn vị hành chính đông thứ hai mươi tư về số dân với 24 triệu dân, tương đương với Cameroon, đứng thứ hai mươi sáu về kinh tế Trung Quốc và GDP danh nghĩa đạt 1.220 tỉ NDT (184,3 tỉ USD) tương ứng với Kazakhstan. Tân Cương có chỉ số GDP đầu người đứng thứ mười chín, đạt 49.275 NDT (tương ứng 7.475 USD).
Tân Cương là đơn vị hành chính cấp tỉnh lớn nhất của Trung Quốc với diện tích lên tới 1,6 triệu km². Tân Cương có biên giới với Nga (giáp vùng Altai), Mông Cổ (giáp các tỉnh Bayan-Ölgii, Khovd, Govi-Altai), Kazakhstan (giáp các tỉnh Đông Kazakhstan và Almaty), Kyrgyzstan (giáp các tỉnh Osh, Naryn và Issyk-Kul), Tajikistan (giáp tỉnh tự trị Gorno-Badakhshan), Afghanistan (giáp tỉnh Badakhshan), Pakistan (giáp các lãnh thổ Azad Jammu và Kashmir và Gilgit-Baltistan) và Ấn Độ (giáp lãnh thổ liên bang Ladakh). Tân Cương có trữ lượng dầu mỏ và là khu vực sản xuất khí thiên nhiên lớn nhất Trung Quốc. Tân Cương cũng quản lý về hành chính đối với khu vực Aksai Chin, là nơi Ấn Độ cũng tuyên bố chủ quyền.
Tân Cương nghĩa là 'biên cương mới', tên gọi này được đặt từ thời nhà Thanh. Khu tự trị là nơi sinh sống của nhiều dân tộc khác nhau, các dân tộc chính có thể kể tới là Uyghur (Duy Ngô Nhĩ), Hán, Kazakh, Hồi, Kyrgyz và Mông Cổ. Tân Cương cũng là nơi diễn ra nhiều vụ bạo lực sắc tộc đổ máu, như Bạo động tại Ürümqi, tháng 7 năm 2009. Tân Cương được chia thành Bồn địa Dzungarian ở phía bắc và Bồn địa Tarim ở phía nam. Chỉ có khoảng 4,3% diện tích đất đai của Tân Cương thích hợp cho con người cư trú.

## Tên gọi
Khu vực Tân Cương ngày nay từng được gọi với nhiều tên khác nhau trong thời kỳ đầu, bao gồm: 西域 (Xiyu, Tây Vực), Tartary thuộc Trung Hoa, Thượng Tartary, Đông Chagatay, Mugholistan, Kashgaria, Altishahr ('sáu thành phố' của Tarim), Tiểu Bokhara và Serindia.
Tên gọi Tân Cương xuất hiện trong thời Nhà Thanh. Trong giai đoạn đầu, triều đình nhà Thanh coi Tân Cương bao gồm tất cả các khu vực từng thuộc đế quốc Trung Hoa từng bị mất nhưng nay được nhà Thanh thu hồi lại. Sau năm 1821, nhà Thanh đặt lại tên cho các khu vực thu hồi và Tân Cương trở thành tên của khu tự trị cho đến nay.

## Địa lý

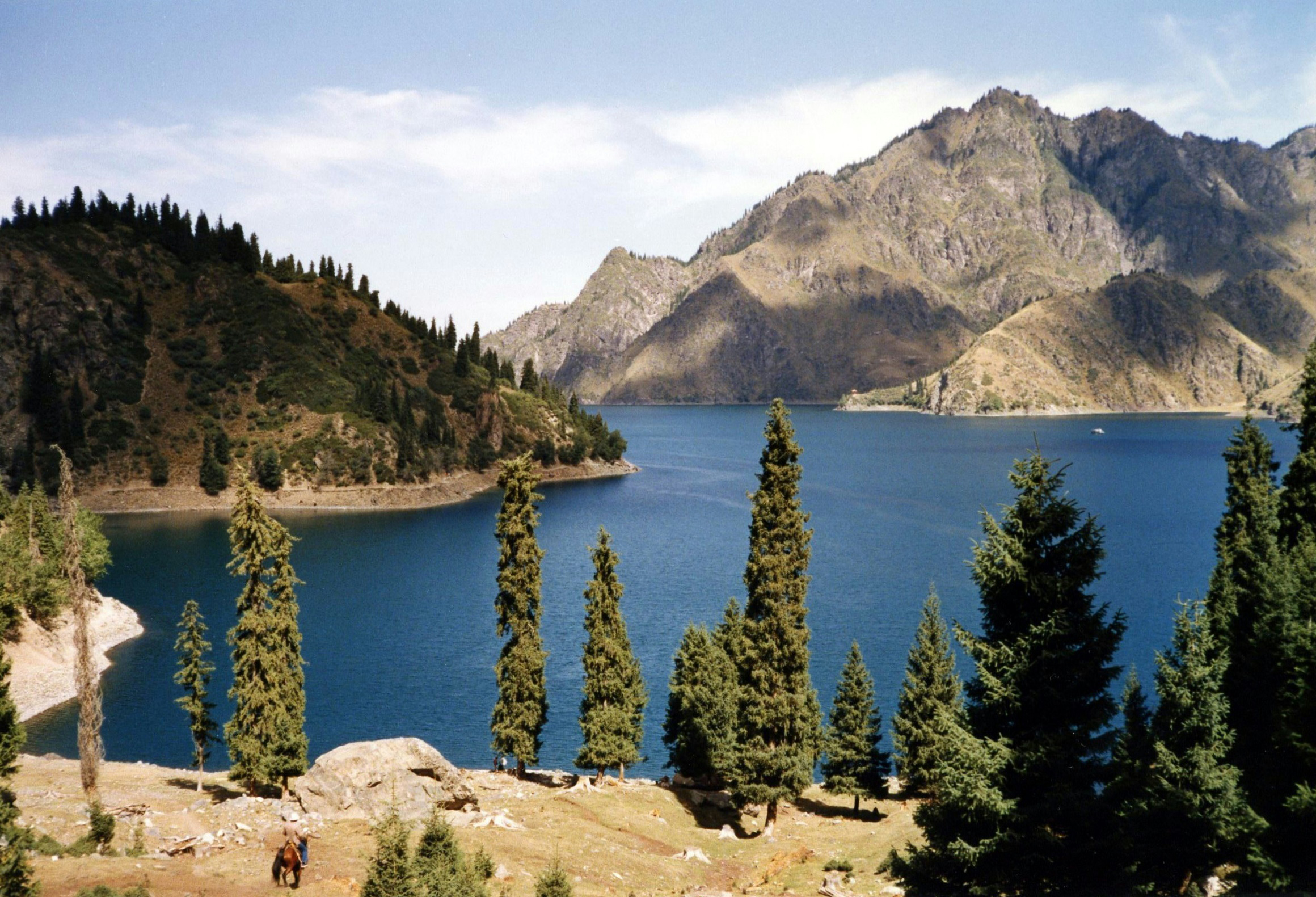
Hồ Thiên Trì

Tân Cương chiếm khoảng một phần sáu diện tích toàn Trung Quốc và một phần tư chiều dài đường biên giới quốc gia. dãy núi Thiên Sơn (Uyghur: غات ىرڭەت, Tengri Tagh) chia tách khu tự trị thành hai bồn địa lớn: Bồn địa Dzungarian ở phía bắc và Bồn địa Tarim ở phía nam. Hầu hết bồn địa Tarim là sa mạc Taklamakan- điểm thấp nhất của Tân Cương, cũng như toàn Trung Quốc là Vệt lõm Turpan với cao độ 155 mét dưới mực nước biển, điểm cao nhất là K2, trên 8611 mét so với mực nước biển trên biên giới với Pakistan. Các dãy núi khác là Pamir ở phía đông nam, Karakoram ở phía nam và Dãy núi Altai ở phía bắc.
Hầu hết Tân Cương có kiến tạo địa chất trẻ, được tạo thành từ sự va đập của mảng Ấn Độ vào mảng Âu Á, định hình Thiên Sơn, Côn Lôn Sơn và dãy núi Pamir. Do vậy, Tân Cương là một khu vực động đất chính. Các hình thành địa chất cũ hơn xuất hiện chủ yếu ở khu vực cực bắc nơi Khối Junggar là một phần về mặt địa chất của Kazakhstan, và ở phía đông là một phần của Bình nguyên Hoa Bắc.
Tân Cương với vị trí biệt lập và rất xa biển. Điểm khó tiếp cận nhất trên đại lục Âu Á có tọa độ (46°16.8′B 86°40.2′Đ) nằm ở Sa mạc Dzoosotoyn Elisen, cách vùng biển gần nhất là 2648 km (1.645 mi) theo đường thẳng.
Dãy núi Thiên Sơn nằm trên biên giới Tân Cương-Kyrgyzstan có đèo Torugrat cao 3752 mét. Quốc lộ Karakorum (KKH) kết nối Islamabad, Pakistan với Kashgar trên Hành lang Khunjerab.
Vì là điểm cực tây của Trung Quốc, người dân địa phương sử dụng thời gian không chính thức là UTC+6, mặc dù múi giờ chính thức là UTC+8.

## Kinh tế

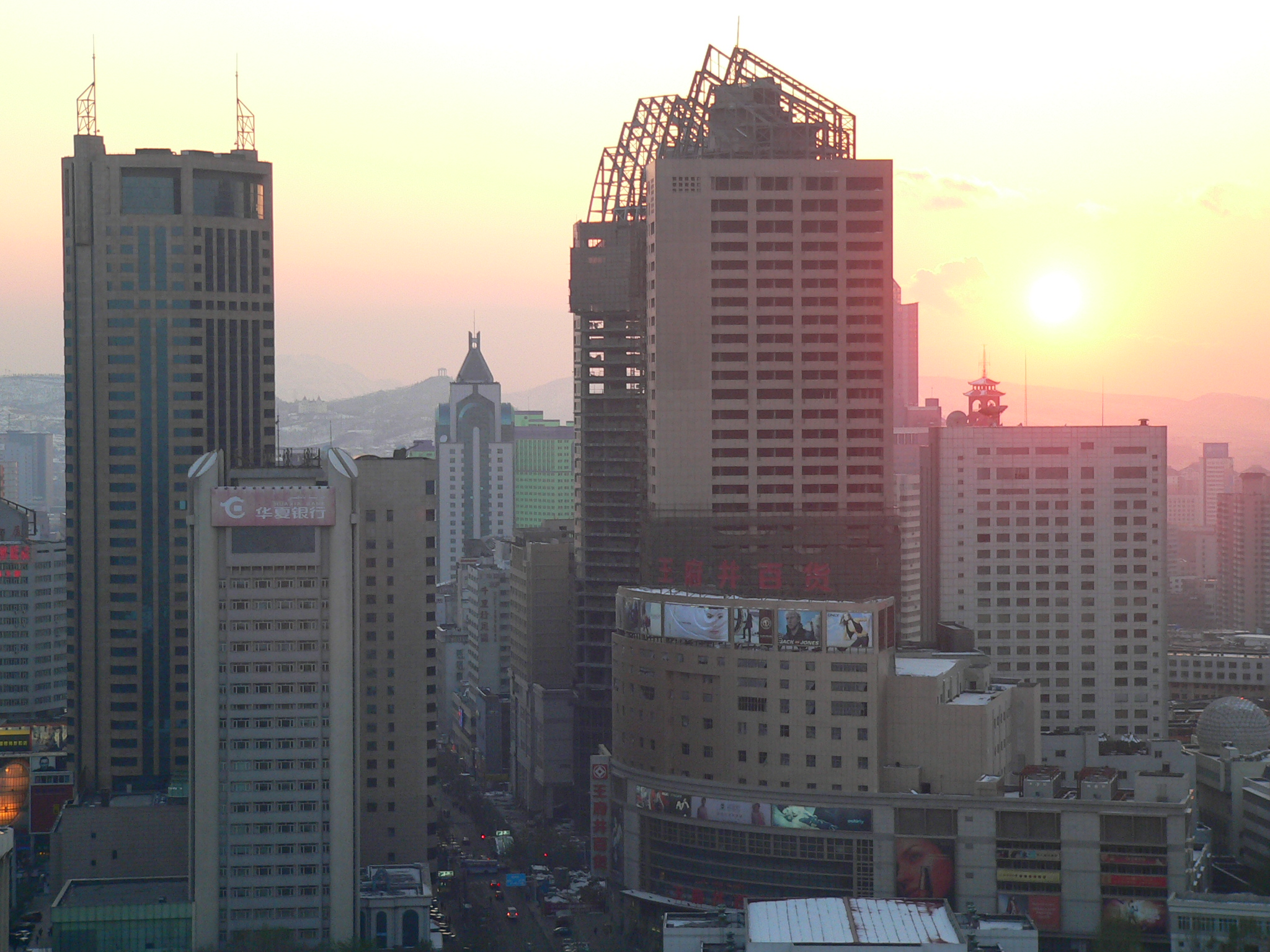
Ürümqi

Tân Cương được biết đến với các loại hoa quả và sản phẩm khác như nho, dưa, lê, bông, lúa mì, tơ lụa, quả óc chó và cừu. Tân Cương cũng có trữ lượng lớn về khoáng sản và dầu mỏ.

## Nhân khẩu

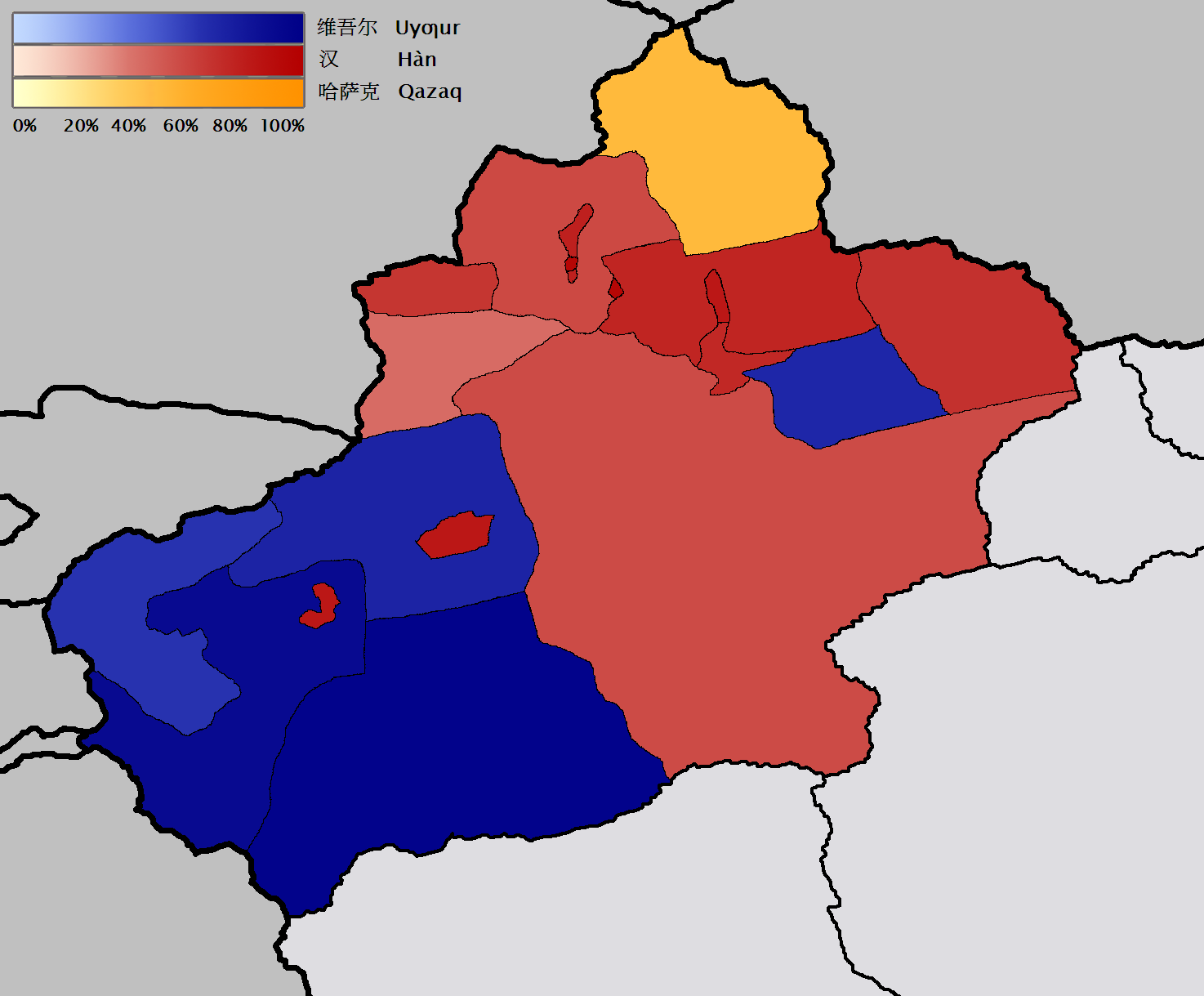
Phân bổ sắc tộc tại Tân Cương năm 2000

Những người di cư Đông Á đã tới điểm phía đông của bồn địa Tarim khoảng 3000 năm trước, trong khi người Duy Ngô Nhĩ đã tới đây sau sự sụp đổ của Hãn quốc Hồi Hột tại Mông Cổ ngày nay vào khoảng năm 842.
Tân Cương là nơi cư trú của nhiều nhóm dân tộc và tôn giáo khác nhau, tuy nhiên phần lớn cư dân tại đây theo Hồi giáo. Trong số các dân tộc có đức tin Hồi giáo, đáng chú ý nhất là các dân tộc Turk như Uyghur, Uzbek, Kyrgyz, Tatar và Kazakh, cũng có một số người Hồi giáo thuộc nhóm dân tộc Iran và người Hồi. Các dân tộc khác là Hán, Mông Cổ, Nga, Tích Bá và Mãn. Năm 1945, có khoảng 70.000 người gốc Nga sinh sống tại Tân Cương.
Dân số Tân Cương ước tính vào khoảng 1.180.000 người năm 1880 và tăng lên rõ rệt sau đó do những người di cư và bị lưu đày từ Trung Nguyên.
Tỷ lệ người Hán tại Tân Cương đã tăng từ dưới 7% vào năm 1949 lên tới 40% theo con số chính thức hiện nay. Số liệu này không bao gồm các quân nhân hay gia đình của họ và những người lao động di cư không đăng ký. Những biến đổi này được cho là do Binh đoàn sản xuất và xây dựng Tân Cương, một tổ chức bán quân sự của những người khai hoang đã xây dựng các nông trường, thị trấn và thành phố rải rác khắp Tân Cương. Sự biến đổi về mặt dân tộc được những người Uyghur ly khai coi là mối đe dọa đối với văn hóa bản địa của các dân tộc tại Tân Cương. Năm 1953, khoảng ba phần tư dân cư sinh sống ở phía nam các dãy núi, thuộc bồn địa Tarim và dòng người Hán di cư thẳng tới Dzungaria (phía bắc các dãy núi của bồn địa Tarim) bởi nơi này có các tài nguyên thiên nhiên. Các dân tộc thiểu số tại Tân Cương không phải thi hành chính sách một con.
| Các dân tộc Tân Cương, thống kê năm 2000 | Các dân tộc Tân Cương, thống kê năm 2000 | Các dân tộc Tân Cương, thống kê năm 2000 |
| Dân tộc                                  | Dân số                                   | Tỷ lệ phần trăm                          |
| ---------------------------------------- | ---------------------------------------- | ---------------------------------------- |
| Uyghur (Duy Ngô Nhĩ)                     | 8.345.622                                | 45.21                                    |
| Hán                                      | 7.489.919                                | 40.58                                    |
| Kazakh (Cáp Tát Khắc)                    | 1.245.023                                | 6.74                                     |
| Hồi                                      | 839.837                                  | 4.55                                     |
| Kyrgyz (Kha Nhĩ Khắc Tư)                 | 158.775                                  | 0.86                                     |
| Mông Cổ                                  | 149.857                                  | 0.81                                     |
| Đông Hương                               | 55.841                                   | 0.30                                     |
| Tajik (Tháp Cát Khắc)                    | 39.493                                   | 0.21                                     |
| Xibe (Tích Bá)                           | 34.566                                   | 0.19                                     |
| Mãn                                      | 19.493                                   | 0.11                                     |
| Thổ Gia                                  | 15.787                                   | 0.086                                    |
| Uzbek (Ô Tư Biệt Khắc)                   | 12.096                                   | 0.066                                    |
| Nga                                      | 8935                                     | 0.048                                    |
| Miêu                                     | 7006                                     | 0.038                                    |
| Tạng                                     | 6153                                     | 0.033                                    |
| Tráng                                    | 5642                                     | 0.031                                    |
| Daur (Đạt Oát Nhĩ)                       | 5541                                     | 0.030                                    |
| Tatar (Tháp-tháp-nhĩ)                    | 4501                                     | 0.024                                    |
| Salar (Tát Lạp)                          | 3762                                     | 0.020                                    |

## Lịch sử

### Thời sơ khai
Theo J.P. Mallory và Victor H. Mair, các nguồn Trung Hoa mô tả sự hiện diện của những "người da trắng với tóc màu phớt" hoặc người Bạch trong Sơn Hải Kinh, họ sinh sống bên ngoài biên giới tây bắc của Trung Hoa.
Các xác ướp Tân Cương có niên đại từ thế kỷ III TCN có tóc màu hung đỏ hoặc vàng hoe, nay được trưng bày tại Bảo tàng Ürümqi; các xác ướp này được phát hiện trong cùng khu vực lòng chảo Tarim. Các bộ lạc du mục như Nguyệt Chi thuộc nhóm người nhập cư nói tiếng Ấn-Âu, nhóm người này định cư ở phía đông Trung Á (có thể xa đến tỉnh Cam Túc). Văn hóa Ordos ở miền bắc Trung Quốc, nằm ở phía đông lãnh địa của người Nguyệt Chi, là một ví dụ khác.
Các nền văn hóa du mục như Nguyệt Chi được ghi chép tại khu vực Tân Cương sớm nhất là vào năm 645 TCN, đó là trong các quyển 73: 78: 80: 81 của Quản Tử do Quản Trọng viết. Ông mô tả Ngu Thị 禺氏, hay Ngưu Thị 牛氏 là một dân tộc đến từ tây-bắc, họ cung cấp ngọc thạch đến Trung Hoa từ dãy núi Ngu Thị ở không xa thuộc Cam Túc. Việc cung cấp ngọc thạch từ lòng chảo Tarim từ thời cổ cũng được chứng minh thông qua khảo cổ học: "Người ta biết rằng các quân chủ Trung Hoa cổ đại gắn bó mật thiết với ngọc thạch. Toàn bộ các đồ ngọc thạch được khai quật từ Phụ Hảo mộ từ thời nhà Thương, bao gồm trên 750 miếng, đến từ Hòa Điền thuộc Tân Cương ngày nay. Ngay từ giữa thiên niên kỷ thứ nhất TCN, người Nguyệt Chi đã tham gia vào việc giao thương ngọc thạch, trong đó những người tiêu thụ chính là các vị quân chủ tại Trung Hoa nông nghiệp."
Các bộ lạc du mục Nguyệt Chi được ghi chép chi tiết trong thư tịch lịch sử Trung Hoa, đặc biệt là trong "Sử ký" của Tư Mã Thiên, trong đó nói rằng họ "thịnh vượng" song thường xuyên có xung đột với bộ lạc Hung Nô láng giềng ở phía đông bắc. Theo các ghi chép này:
Người Nguyệt Chi ban đầu sống tại khu vực giữa Kỳ Liên và Đôn Hoàng, sau khi bị Hung Nô đánh bại thì họ di chuyển ra xa [về phía tây], đi qua Uyên, tây kích người Đại Hạ, toại đô ở phía bắc Quy Thủy (媯水, tức Amu Darya). Lập vương đình. Một bộ phận nhỏ người dân không thể tiến hành cuộc hành trình về phía tây đã tìm cách tị nạn ở chỗ người Khương tại Nam Sơn, hiệu "Tiểu Nguyệt Chi".

### Thời kỳ tranh chấp Hung Nô và nhà Hán
Từ thế kỷ thứ II TCN, sau khi Hán Vũ Đế phái Trương Khiên đi sứ Tây Vực, nhà Hán và Hung Nô đã tiến hành nhiều cuộc chiến tranh kéo dài hơn bảy mươi năm tại Tây Vực.
Theo Hán thư ghi chép thì đồn điền bắt đầu vào năm 101 TCN, năm đó Nhị Sư tướng quân Lý Quảng Lợi lần thứ hai viễn chinh nước Đại Uyển thắng lợi. Tiếp thu lời răn dạy về sự khó khăn trong việc cấp dưỡng lương thực trong các cuộc viễn chinh, nhà Hán bắt đầu lập đồn điền ở Tây Vực, đặt quan chuyên môn quản lý công việc đồn điền.
Đánh chiếm nước Đại Uyển xa xôi là một cuộc chiến có ý nghĩa quyết định nhằm củng cố địa vị của nhà Hán tại Tây Vực. Nước Đại Uyển nằm ngoài Cao nguyên Pamir, trường kỳ bị người Hung Nô khống chế, đối với việc ngoại giao thời nhà Hán như vậy là mạo phạm. Năm 104 TCN, Hán Vũ Đế phái đặc sứ đi Đại Uyển để mua đổi ngựa quý, nhưng bị cự tuyệt và sứ giả bị làm nhục. Tin tức truyền đến Trường An, Hán Vũ Đế giận dữ bèn lệnh cho Đại tướng Lý Quảng Lợi xuất chinh. Nước Đại Uyển có thành tên là Nhị Sư, sản sinh ngựa quý. Hán Vũ Đế lấy tên là Nhị Sư tướng quân ban cho Lý Quảng Lợi biểu thị quyết tâm chinh phục Đại Uyển.
Nhị Sư tướng quân suất lĩnh 6 ngàn kỵ binh và hàng vạn quân sĩ ra Ngọc Môn quan hướng tây chinh phạt. Khi đến vùng đất phèn ở La Bố thì mọi người đều mệt mỏi, yếu sức. Sau đó trên đường tiến về cao nguyên Pamir lại gặp quân Hung Nô sách động các nước nhỏ đánh lén, cắt đứt xe lương, đại quân trên đường tiến đến Đại Oản đã mất hết lợi thế. Năm 102 TCN, Nhị Sư tướng quân bị thất bại phải rút lui về Đôn Hoàng, đám tàn quân chỉ còn lại một, hai phần mười.
Ông sai sứ trình thư về triều đình yêu cầu bãi binh, trong thư viết: "Đường sá xa xôi, vận lương, khó khăn, binh lính không sợ chiến đấu mà chỉ lo đói khát, người ít không đủ đánh thắng Đại Uyển". Hán Vũ Đế nghe Lý Quảng Lợi thua trận rút lui rất lấy làm giận dữ, hạ lệnh: "Kẻ bại trận bước vào Ngọc Môn quan, chém". Đồng thời tại triều, quan văn nào chủ trương đinh chiến, hòa hoãn cũng bị trị tội. Nhà vua hạ quyết tâm dốc toàn lực tăng cường tinh binh viễn chinh một lần nữa.
Năm 101 TCN, Nhị Sư tướng quân chinh phạt miền tây lần thứ hai. Ông suất lĩnh 6 vạn binh sĩ, ba ngàn chiến mã và hơn một vạn trâu/bò, lừa, ngựa, lạc đà chuyển vận lương thảo và khí giới. Một đội quân hùng mạnh hơn bao giờ hết ào ào tiến về phía tây, các tiểu quốc dọc đường đều chấn kinh, tranh nhau dâng cấp rượu thịt. Đại quân thủ thắng sau hơn 40 ngày vây chặt thành Đại Uyển. Nước Đại Uyển bại trận phải dâng tặng ngựa quý hàng chục con, ngựa tốt hàng ngàn con. Hán Vũ Đế không tiếc sức người, sức của cả nước đi viễn chinh Đại Uyển, nếu nói là để lấy về ngựa quý thì tại sao không nói là để đẩy lùi thế lực của người Hung Nô ở Tây Vực, tăng cường uy thế của nhà Hán tại đây. Từ trước đến nay, ở Tây Vực bất kể là Đại Uyển hoặc các tiểu quốc khác đều bị sự khống chế và ảnh hưởng của Hung Nô dưới nhiều mức độ khác nhau.
Sau lần viễn chinh này, vị trí của nhà Hán ở Tây Vực được củng cố hơn lên, quan viên quân sự, hành chính bắt đầu đặt trụ sở lâu dài ở Tây Vực, đồng thời cũng cho lập đồn điền bảo đảm việc cấp dưỡng lương thực cho quan viên, quân sĩ tại đây. Hán thư có ghi: "Từ sau khi Nhị Sư tướng quân chinh phạt Đại Uyển thành công, toàn xứ Tây Vực khiếp sợ, nhiều nước sai sứ triều cống, người Tây Vực nào có công sẽ được ban chức... Luân Đài, Cừ Lê đều có hàng trăm lính canh điền, đặt hiệu úy trông coi..."
Luân Đài và Cừ Lê đời Hán nay là vùng trung được lưu vực sông Tarim thuộc Nam Tân Cương, nằm trên tuyến giữa của Con đường tơ lụa, đất cát phì nhiêu, nước nôi sung túc, khí hậu ôn hòa, theo báo cáo của các quan đại thần nhà Hán và Tang Hoằng Dương thì các đồn điền Luân Đài và Cừ Lê sau 10 năm khai khẩn, đất canh tác có đến năm ngàn khoánh, trồng ngũ cốc bội thu và chín cùng với lúa ở Trung Nguyên.
Với tầm nhìn rộng lớn của Tang Hoằng Dương, ông đưa ra kế hoạch từng bước mở rộng đồn điền tại Tây Vực lên vua Hán Vũ Đế. Ông đề nghị khảo sát, xem xét địa hình, khai thác nguồn thủy lợi, sửa mương đào rãnh, phổ biến kinh nghiệm canh tác ở nội địa. Ông còn đề xuất binh sĩ sau khi khai khẩn tạo được thành tích có thể cho di dân từ nội địa đến để thay thế và làm tiếp.
Các đề nghị của Tang Hoằng Dương không được triều đình bấy giờ chấp nhận, phải đợi đến 10 năm sau mới được Hán Chiêu Đế tiếp thụ. Hán Chiêu Đế bổ nhiệm Thái tử nước Vu Di làm Hiệu úy tướng quân chủ quản công việc đồn điền ở khu vực Luân Đài. Về sau, việc lập đồn điền mở ra khắp các nơi ở Tây Vực, nổi tiếng nhất là các đồn điền ở Thổ Lỗ Phồn, Cáp Mật, Cát Mộc Tát Nhĩ, Khố Nhĩ Lặc, A Khắc Tô... thậm chí còn lan qua vùng phụ cận hồ Issyk Kul thuộc địa phận Kyrgyzstan ngày nay.
Tùy vào sự phát triển đồn điền, các nông cụ bằng sắt và nghề rèn được truyền vào Tây Vực, ngoài ra, công tác thủy lợi tưới tiêu và kỹ thuật đào giếng cũng được phổ biến. Công cụ và kỹ thuật sản xuất tiên tiến ở nội địa lần lượt được du nhập vào Tây Vực, cuộc sống kinh tế của nhân dân ở đây và những ảnh hưởng canh tác nông nghiệp mang lại đã có những bước tiến rõ rệt và sâu sắc.
Đến đời Hán Tuyên Đế, vào năm Thần Tước năm thứ hai (năm 60 TCN), vua Hung Nô là Nhật Trục Vương dẫn đại binh đầu hàng nhà Hán, bấy giờ nhà Hán mới chính thức thiết đặt việc đô hộ Tây Vực, cử trưởng quan tối cao thống lĩnh địa hạt Tân Cương. Năm 60 TCN, triều đình phong kiến nhà Hán bắt đầu thay thế sự thống trị của chế độ chủ nô Hung Nô ở Tây Vực, chọn Ô Lũy (nay là huyện Luân Đài, Tân Cương) làm trung tâm thiết lập Tây Vực đô hộ phủ đại diện cho vương triều hành xử chủ quyền quốc gia từ hồ Balkash đến phía đông Cao nguyên Pamia. Từ đó, sự thông thương của Con đường tơ lụa được bảo đảm an toàn. Lúc đó Bắc lộ Thiên Sơn vẫn còn một phần đất thuộc Hung Nô. Đến năm 58 TCN, toàn bộ vùng đất này mới trực thuộc chính quyền trung ương nhà Hán. Những năm đầu đời Đông Hán, khu Tân Cương xảy ra tình hình cát cứ, bắc Tân Cương bị người Hung Nô chiếm lại. Chính quyền Đông Hán một lần nữa phải tiến đánh mới thu phục lại toàn bộ Tân Cương. Cảnh Cung là viên quan chấp chưởng quân sự của triều đình Đông Hán được phái đến đóng quân ở Bắc Thiên Sơn. Quân Hung Nô quấy nhiễu vùng Xa Sư Hậu quốc, ông cố thủ thành Kim Mãn (nay là Jimsar) và đẩy lui quân địch.

### Sau thời Hán
Triều Tây Tấn bị các sắc dân du mục phương Bắc tiêu diệt vào đầu thế kỷ thứ IV. Một số vương quốc thời Ngũ Hồ thập lục quốc đã nối tiếp nhau cai trị phần Tây Bắc: Tiền Lương, Tiền Tần, Hậu Lương và Tây Lương. Sau khi nước Bắc Lương bị diệt, Thư Cừ Vô Húy và Thư Cừ An Chu đã tiến về phía tây để mong phục quốc, chiếm giữ một phần Tân Cương trong một thời gian ngắn. Các nước này đều cố gắng duy trì chế độ bảo hộ với khu vực Tân Cương với các mức độ thành công khác nhau. Sau khi Bắc Ngụy thống nhất miền Bắc Trung Hoa, triều đại này kiểm soát khu vực đông nam Tân Cương ngày nay. Các quốc gia bản địa có thể kể đến như Sơ Lặc, Vu Điền, Quỷ Tử, Thả Mạt, Cao Xương, Yên Kỳ, Quy Từ, Thiện Thiện.

### Đế chếĐột Quyết
Vào thế kỷ thứ V, Thổ Dục Hồn và Nhu Nhiên bắt đầu mở rộng kiểm soát vào phía nam và bắc Tân Cương. Đến thế kỷ thứ VI thì người Đột Quyết xâm chiếm vùng Altay, đánh bại người Nhu Nhiên và thành lập Đế chế Đột Quyết, kiểm soát hầu hết vùng Trung Á từ biển Aral phía Tây tới hồ Baikal phía đông. Với Tùy - Đường ở Trung Nguyên, Tây Đột Quyết thường hay uy hiếp Tây Vực giống như người Hung Nô đối với thời Lưỡng Hán.
Đột Quyết là một dân tộc du mục cổ lão ở trên các sa mạc phía bắc Trung Quốc, từng liên minh Với bộ lạc Hung Nô, sau khi Hung Nô suy sụp thì bộ lạc này mới bắt đầu dùng tên gọi "Đột Quyết" và xuất hiện trên vũ đài lịch sử. Vào khoảng năm 552, nước Đột Quyết thành lập, nhưng không lâu sau đó lại bị phân liệt thành Đông Đột Quyết và Tây Đột Quyết.
Tây Đột Quyết khống chế một khu vực rộng lớn từ Bắc Thiên Sơn, Tây A Nhĩ Thái Sơn đến đông Hắc Hải. Vào thời cực thịnh của Tây Đột Quyết thì một số nước nhỏ ở Nam Thiên Sơn đều bị họ khống chế hoặc uy hiếp.
Tây Đột Quyết và chính quyền trung ương nhà Đường có mối quan hệ thân thuộc. Nhiều đời vua Tây Đột Quyết chịu nhận sắc phong của hoàng đế Đường và hàng năm về triều tiến cống. Sứ giả ngoại quốc gọi người Tây Đột Quyết là người Trung Quốc và cho rằng lãnh thổ phía tây của Tây Đột Quyết là cương vực Tây bộ của Trung Quốc. Thế nhưng Tây Đột Quyết lại dùng quân cát cứ, đôi khi chống lại, thậm chí còn đem quân đánh lại nhà Đường.
Là một bộ lạc du mục, nên sự thống trị của Tây Đột Quyết ở Tây Vực cực kỳ khắc nghiệt. Họ cướp bóc lương thực, súc vật của các nước nhỏ, đốt phá làng mạc, thành quách, bắt bớ tù binh, nô lệ. Thương khách lai vãng trên Con đường tơ lụa đôi khi cũng bị uy hiếp, cướp đoạt. Tây Đột Quyết còn mưu đồ lũng đoạn việc buôn bán tơ lụa của Trung Quốc với phương Tây đến nỗi phá vỡ mối quan hệ hòa mục của người Ba Tư. Hàng loạt những hành động bạo ngược của Tây Đột Quyết đã làm trở ngại sự tiến bộ của Tây Vực và sự phồn vinh của nền giao thương của phương Tây.

### Thờinhà Đường
Sau khi nhà Đường thống nhất Trung Nguyên, các tiểu quốc ở Tây Vực và các quốc gia Tây Á tấp nập cử sứ thần về triều yêu cầu nghiêm trị bọn Tây Đột Quyết để khôi phục con đường tơ lụa. Thoạt đầu, nhà Đường đem quân tiễu trừ lực lượng tây Đột Quyết ở nam Thiên Sơn, vào năm 658, nhà Đường đặt An Tây Đô hộ phủ tại Quy Từ, xác lập vị trí vững chắc của chính quyền trung ương tại đây.
Sự kiện này khiến Tây Đột Quyết cát cứ ở bắc Thiên Sơn phải chấn động. Sa Bát La khả hãn A Sử Na Hạ Lỗ không đánh mà hàng, đích thân đến Trường An triều kiến Đường Thái Tông và xin thần phục. Đường Thái Tông bèn lập Dao Trì Đô đốc phủ tại bắc lộ Thiên Sơn, giao A Sử Na Hạ Lỗ làm đô đóc, đóng trú sở tại Đình Châu (nay là Jimusar).
A Sử Na Hạ Lỗ là người đa mưu, ông sử dụng ngọn cờ của nhà Đường tự gây dựng thế lực, đến khi đủ hùng mạnh thì nổi dậy xưng vương, dời đô đến lưu vực sông Y Lê, đồng thời lần nữa đem binh tiến đánh nhà Đường.
Sau khi ảo tưởng về một nền hòa bình thống nhất Tây Vực của nhà Đường bị phá vỡ, bắt đầu từ năm 652, nhà Đường nhiều lần đem binh đánh giáp công A Sử Na Hạ Lỗ từ hai cánh nam bắc, rồi tổng công kích tại lưu vực sông Y Lê; A Sử Na Hạ Lỗ đại bại đào thoát về phía tây, chạy thẳng đến Thạch Quốc và bị người Thạch Quốc bắt đem giao cho quân đội nhà Đường. Từ đó, Tây Đột Quyết xưng hùng xưng bá ở Tây Vực bị diệt vong, nhà Đường hoàn thành công cuộc thống nhất Tây Vực vào năm 657.
Nhà Đường thiết lập hai Đô hộ phủ ở Côn Lăng và Mông Trì tại bắc lộ Thiên Sơn, phân chia việc cai trị lãnh thổ vùng tây sông Toái Diệp. Năm 702, để tăng cường sự thống trị tại Bắc Lộ Thiên Sơn, nữ hoàng đế Võ Tắc Thiên lập Bắc Đình đô hộ phủ ở Đình Châu, quản hạt luôn hai Đô hộ phủ Côn Lăng và Mông Trì với số binh sĩ hơn hai vạn.
Nhờ sự thiết lập Bắc Đình đô hộ phủ mà con đường thông vãng đông-tây ở bắc Thiên Sơn lại được khai thông. Sau khi thương khách trên con đường tơ lụa ra khỏi Đôn Hoàng, không những có thể theo tuyến nam và tuyết bắc từ sa mạc Taklamakan đi về phía tây mà còn có thể qua Ba Lý Khôn, Bắc Đình đi thẳng đến lưu vực sông Y Lê tiến lên phía tây để đến Ba Tư.
Thời Thịnh Đường, biên giới phía tây xa đến tận Hàm Hải. Để cai quản khu tây bắc rộng lớn ấy, triều đình nhà Đường đã thiết lập ở đây hai trung tâm chính trị quân sự: một là An Tây đô hộ phủ, đặt tại nước Quy Từ (nay là huyện Khố Xa, Tân Cương), cai quản từ vùng Thiên Sơn đến địa phận phía nam sông Toái Diệp; và một là Bắc Đình đô hộ phủ, đặt tại Đình Châu (nay là huyện Jimsar, Tân Cương), cai quản từ bắc Thiên Sơn đến khu đông bộ Hàm Hải. Năm Trường An thứ 2 (702 CN), nữ hoàng Võ Tắc Thiên mới thiết đặt Bắc Đình đô hộ phủ tại Đình Châu để cai quản vùng lãnh thổ bắc Thiên Sơn.
Việc thiết lập An Tây Đô hộ phủ và Bắc Đình Đô hộ phủ đánh dấu sự nghiệp to lớn của nhà Đường. đối với sự thống nhất Tây Vực. Có một thời việc giao thương đông - tây trên con đường tơ lụa bị gián đoạn nay mới được khôi phục và còn đạt đến trình độ phồn thịnh mà trước đó chưa từng có.

### Đế chế Duy Ngô Nhĩ
Vào thế kỷ thứ III trước CN, tổ tiên người Duy Ngô Nhĩ gọi là bộ lạc Đinh Linh (hoặc người Thiết Lặc) sống bằng nghề du mục ở lưu vực sông Ngạc Nhĩ Hồn và sông Sắc Lăng Cách thuộc nội địa Mông Cổ. Hai sông này phát nguyên từ dãy núi Hàng Ái và chạy vào hồ Bối Gia Nhĩ (tức hồ Bunnur). Tùy thư và Đường thư đều nói người Hồi Hột "không có tù trưởng, ăn ở không ổn định, tùy thuộc vào nguồn nước và cỏ mà thiên di". Gọi là không có tù trưởng tức là không có chế độ thế tập (truyền nối) như các bộ lạc khác.
Năm 647 CN, thủ lĩnh Hồi Hột Thổ Mật Độ tự xưng là Khả hãn và nhận sách phong của nhà Đường với danh hiệu: "Hoài Nhân Đại tướng quân kiêm Hãn Hải Đô đốc". Và trong lịch sử có lần một vương quốc Hồi Hột cường thịnh được hình thành. (Có thuyết cho rằng nước Hồi Hột được kiến lập vào năm 744 dựa trên sách phong thủ lĩnh Cốt Lực Bùi La nước Hồi Hột làm "Hoài Nhân khả hãn" trực tiếp thừa nhận ông ta là quốc vương chứ không phong tước hiệu nữa).
Người Hồi Hột vốn lấy du mục làm chính, nhưng với sự giúp đỡ của thợ thuyền người Hán, họ đã bắt chước người Hán xây dựng nhiều thành thị. Người Hồi Hột còn học chữ Hán. Năm 788, một thượng thư nhà Đường người Hồi Hột xin đổi danh xưng thành "Hồi Cốt" có ý nghĩa là người Hồi nhanh nhẹn như chim ưng, điều này cho thấy tầng lớp trí thức người thiểu số tinh thông Hán học.
Khi có loạn An Sử, nhà Đường đã từng yêu cầu nước Hồi Hột đem đội kỵ binh tiến vào Trung Nguyên giúp quân binh nhà Đường bình định bọn An Lộc Sơn và Sử Tư Minh. Để cảm tạ công lao trợ chiến ấy, hằng năm nhà Đường đem tặng cho Hồi Hột hai vạn tám lụa, đồng thời mua nhiều ngựa của người Hồi Hột với giá cao, mỗi con đổi được 40 tấm lụa. Do đó nền kinh tế Hồi Hột trở nên thuận lợi. Hồi Hột còn giúp nhà Đường duy trì bảo vệ đường giao thông giữa Trung Quốc và phương Tây.
Khi nước Thổ Phồn chiếm Hành lang Hà Tây và cắt đứt đường giao thông giữa nhà Đường và Tây Vực, viên chức nhà Đường và thương nhân đều phải mượn đường qua nước Hồi Hột để đi lại.
Với sự giúp đỡ của người Chiêu Vũ cửu tính, giỏi buôn bán kinh doanh, Hồi Hột đã từng là cầu nối mậu dịch quan trọng giữa Trung Quốc và Tây Vực.
Họ nhận những quà biếu từ nhà Đường đồng thời thông qua việc trao đổi lụa - ngựa họ cũng thu về nhiều tơ lụa, trừ chi phí ra, họ cũng có một số lợi tức tương đương với những khách thương buôn bán qua lại trên các thị trường vùng Tây Vực.
Đến cuối thế kỷ thứ VIII, nước Hồi Hột bắt đầu suy thoái, thế kỷ thứ IX xảy ra lục đục nội bộ, năm 840 thì bị người Điểm Giáp tiêu diệt.
Sau khi nước Hồi Hột bị diệt vong, người Hồi Hột bắt đầu một cuộc đại di tản về miền tây nổi tiếng trong lịch sử.
Một bộ phận định cư ở hành lang Hà Tây (Cam Túc), gọi là "Cam Châu Hồi Cốt", một bộ phận khác thì định cư ở Tân Cương, phần lớn tại khu vực Nam Thiên Sơn. Một chi khác lấy đất Thổ Lỗ Phồn làm trung tâm kiến lập ra nước Cao Xương của người Hồi Cốt, có cương vực đông giáp Tửu Tuyền, tây giáp Khố Xa, nam gặp đại sa mạc Taklamakan.
Còn một chi nữa thiên di về Dãy núi Pamir và lập ra nước Ca La, lãnh vực bao gồm phần lớn vùng Nam Cương và một phần đất thuộc Trung Á.
Người Hồi Cốt tại vùng lòng chảo Thổ Lỗ Phồn, lòng chảo Tarim và trên dãy Thông Lĩnh chung sống lâu dài với dân cư bản địa, kết hôn lẫn nhau, dần dần hình thành tộc người Duy Ngô Nhĩ hiện nay.
Vương triều Kalahan là chính quyền được thành lập bởi người Đột Quyết và người Hồi Hột vào khoảng thế kỷ X, cương vực bao gồm vùng đông và nam hồ Balkhash và vùng tây bộ Tân Cương ngày nay.
Các thủ lĩnh của Vương triều Kalahan thường chứng tỏ mình là người Trung Quốc. Đầu họ đội mũ có dòng chữ đề: "Đào hoa Thạch Hãn" tức có nghĩa là "vua Trung Quốc". Vương triều này có hai trung tâm chính trị, một là Bát La Sa Cổn mà sử sách Trung Quốc gọi là Bùi La Tướng quân, và một là Ca Thập Hát Nhĩ.
Vương triều Kalahan là vương triều đầu tiên theo tín ngưỡng đạo Hồi. Bắt đầu từ thế kỷ X, các thủ lĩnh của vương triều nhiều lần dùng bạo lực cưỡng ép truyền bá đạo
Hồi và đôi khi còn tiến hành những cuộc "thánh chiến". Ca Thập Hát Nhĩ vừa là trung tâm chính trị của Vương triều Kalahan, vừa là một trong những trung tâm Hồi giáo lớn nhất ở Tây Vực.

### Thời kỳTây Liêu
Khi nhà Liêu của người Khiết Đan bị nhà Kim của người Nữ Chân tiêu diệt, một thành viên của hoàng tộc Liêu là Da Luật Đại Thạch đã dẫn một bộ phận người Khiết Đan tiến về phía tây, thủ lĩnh người Duy Ngô Nhĩ của Cao Xương Hồi Cốt cũng cam kết lòng trung thành của mình với ông. Da Luật Đại Thạch tăng cường lực lượng của mình, dần dần mở rộng quyền thế đến khu vực Qayaliq và Almaliq. Nỗ lực ban đầu nhằm chiếm Kashgar của lực lượng Da Luật Đại Thạch đã thất bại khi người cai trị của Khách Lạt hãn quốc (Kara-Khanid) tại đó đẩy lùi cuộc tấn công. Tuy nhiên, người cai trị tại Balasaghun, gặp khó khăn với các đội quân du mục của người Cát La Lộc (Karluk) và Khương Lý (Qanqli), đã nhờ Đại Thạch giúp đỡ và mời đội quân của ông đến. Đại Thạch thay vào đó đã chiếm thành phố, theo sử gia Ba Tư Ata-Malik Juvayni, "lên ngai vàng mà không mất gì.". Đại Thạch sau đó đã thiết lập quyền lực của mình tại Kashgar, Khotan, Kirghiz, và trung tâm của người Duy Ngô Nhĩ tại Beshbalik. Tuy nhiên, một nỗ lực nhằm tái lập triều Liêu tại Trung Quốc đã thất bại. Da Luật Đại Thạch mất năm 1143 khi đang là chủ nhân của phần lớn vùng Trung Á. Khi ông mất, đế quốc Tây Liêu bao trùm các khu vực Transoxiana, Ferghana, Semirechye, Lòng chảo Tarim và Dzungaria. Năm 1211, phò mã người Nãi Man Khuất Xuất Luật đã buộc Da Luật Trực Lỗ Cổ phải nhường ngôi. Khuất Xuất Luật lên nắm quyền, ông được ghi chép là đã thực hiện một chính sách chống Hồi giáo. Theo sử gia Ba Tư Ata-Malik Juvayni, ông yêu cầu dân cư theo Hồi giáo của một thị trấn lựa chọn cải sang Cảnh giáo hoặc Phật giáo, hoặc mặc trang phục Khiết Đan, dân cư đã lựa chọn mặc trang phục Khiết Đan. Khuất Xuất Luật đã tấn công thành Almaliq (A Lực Ma Lý), và người Cát La Lộc (Karluk) tại đây đã yêu cầu Thành Cát Tư Hãn giúp đỡ. Năm 1216, Thành Cát Tư Hãn cử tướng Triết Biệt (Jebe) đến truy kích Khuất Xuất Luật. Người Mông Cổ đầu tiên tới Almaliq, sau đó tiến vào kinh đô Balasaghun gần nơi họ đã đánh bại 30.000 quân Tây Liêu. Khuất Xuất Luật chạy về phía nam đến Kashgar, tuy nhiên hành vi cướp bóc và đốt phá trước đây khi ông chiếm được thành, chính sách chống Hồi giáo của ông, cũng như việc quân đội của ông trú chân tại các hộ dân bản địa, đã khiến người dân Kashgar trở nên đối kháng với ông. Khi quân Mông Cổ tiếp cận Kashgar, Khuất Xuất Luật đã không thể tìm được sự trợ giúp tại đây và lại phải chạy trốn một lần nữa. Theo Ata-Malik Juvayni, người dân Kashgar sau đó đã giết chết binh sĩ của ông. Ông tiếp tục đi về phía nam để đến dãy núi Pamir, cuối cùng đến ranh giới giữa Badakhshan và Wakhan vào năm 1218.

### Thời kỳ người Mông Cổ cai trị
Sau khi Thành Cát Tư Hãn thống nhất Mông Cổ và khuếch trương lãnh thổ, nhà nước Duy Ngô Nhĩ ở vùng Turfan-Urumqi đã quy phục Mông Cổ vào năm 1209, đóng góp thuế và quân lính cho quân Mông Cổ, đổi lại các vị quân chủ Duy Ngô Nhĩ duy trì quyền lực cai quản vương quốc của họ. Dưới thời Đế quốc Mông Cổ, Tân Cương bị phân chia giữa triều Nguyên và Sát Hợp Đài hãn quốc, sau đó Sát Hợp Đài hãn quốc kiểm soát hầu hết khu vực. Đến giữa thế kỷ XIV, Sát Hợp Đài hãn quốc bị chia cắt thành các hãn quốc nhỏ hơn, Tân Cương do nhiều hãn Mông Cổ bị Ba Tư hóa đồng thời cai quản, bao gồm Mogholistan (với sự trợ giúp của các Emir Dughlat bản địa), Uigurstan (sau là Turpan), và Kashgaria. Các thủ lĩnh này giao chiến với nhau và với triều Timur tại Transoxania ở phía tây và người Ngõa Lạt (Mông Cổ Tây) ở phía đông. Mặc dù khu vực đã phát triển nền văn hóa Ba Tư ở mức độ cao trong giai đoạn này, song các cuộc tranh giành quyền kế vị và phân liệt nội bộ (Kashgaria bị tách làm hai trong hàng thế kỷ) đồng nghĩa với việc có ít tác phẩm viết về khu vực vào thế kỷ XVI và XVII.
Vào thế kỷ XVII, một nhánh của người Mông Cổ là người Chuẩn Cát Nhĩ đã lập ra một đế quốc bao trùm phần lớn Tân Cương. Người Chuẩn Cát Nhĩ nguyên là một vài bộ lạc Ngõa Lạt, họ đã thành lập và duy trì một trong các đế quốc du mục cuối cùng trong lịch sử. Hãn quốc Chuẩn Cát Nhĩ chiếm cứ khu vực cùng tên và trải dài từ cực tây của Vạn Lý Trường Thành đến phía đông Kazakhstan ngày nay, và từ phía bắc Kyrgyzstan ngày nay đến phía nam Siberia. Hãn quốc Chuẩn Cát Nhĩ tồn tại từ giữa thế kỷ XVII đến giữa thế kỷ XVIII, khi nó bị triều Thanh chinh phục.

### Thời Thanh
Nhà Thanh đã giành quyền kiểm soát đông bộ Tân Cương sau các cuộc chiến kéo dài với người Chuẩn Cát Nhĩ, bắt đầu thế từ thế kỷ XVII. Năm 1755, với sự giúp đỡ của thai cát Ngõa Lạt A Mục Nhĩ Tát Nạp, quân Thanh đã tiến công Y Ninh, bắt được khả hãn của Chuẩn Cát Nhĩ. Sau khi thỉnh cầu được sách phong là khả hãn Chuẩn Cát Nhĩ song chưa được chuẩn thuận, A Mục Nhĩ Tát Nạp đã nổi dậy chống nhà Thanh. Hai năm sau đó, quân Thanh đã tiêu diệt dư bộ của Hãn quốc Chuẩn Cát Nhĩ và nhiều người Hồi đã chuyển đến khu vực.
Người Chuẩn Cát Nhĩ chịu tổn hại nặng nề từ chiến tranh và dịch bệnh đậu mùa. Một nhà văn là Ngụy Nguyên đã mô tả cảnh tượng tan hoang tại khu vực nay là bắc bộ Tân Cương: "một vùng bằng phẳng trống không hàng nghìn lý, không có yurt của dân Ngõa Lạt ngoại trừ những nơi đã đầu hàng." Người ta ước tính rằng có đến 80% trong tổng số 600.000 (hoặc hơn) người Chuẩn Cát Nhĩ đã bị chết vì dịch bệnh và chiến tranh, và phải mất hàng thế hệ để phục hồi.
Sau khi đánh bại Chuẩn Cát Nhĩ, triều Thanh đã lập các thành viên của một gia tộc sufi shaykhs được gọi là các "hòa trác" (Khoja) làm những người cai trị ở phía tây lòng chảo Tarim, phía nam Thiên Sơn. Tuy nhiên, vào các năm 1758–59, các cuộc nổi loạn chống lại sự sắp đặt này đã nổ ra ở cả phía bắc và phía nam Thiên Sơn. Triều đình Thanh sau đó đã bắt buộc phải thiết lập một hình thức cai trị quân sự trực tiếp đối với cả Dzungaria (Bắc Cương) và lòng chảo Tarim (Nam Cương). Người Mãn đặt toàn bộ khu vực dưới quyền quản lý của Y Lê tướng quân, người này thiết lập trị sở tại Huệ Viễn, 30 km về phía tây của Y Ninh (Yining).
Sau năm 1759, khi hình thành nên các đồn điền, "đặc biệt là ở lân cận Urumqi, nơi đất đai màu mỡ và có nguồn nước tưới phong phú trong khi chỉ có ít cư dân." Từ năm 1760 đến 1830, ngày càng có nhiều đồn điền được mở ra và người Hán tại Tân Cương tăng nhanh chóng, lên đến khoảng 155.000 người.

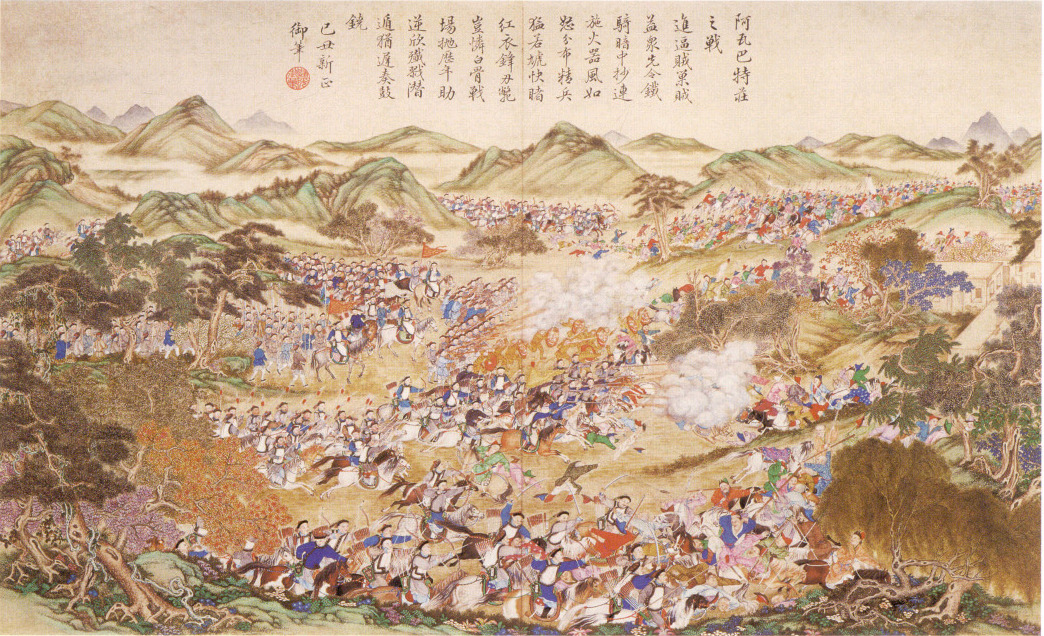
Quang cảnh chiến dịch của quân Thanh chống những người nổi dậy tại Đông Turkestan, 1828

#### Bành trướng Tân Cương
Trong khoảng thời gian 1850 trở đi, Đế quốc Nga không ngừng quan tâm đến Tân Cương. Vùng Turkestan và Đông Siberi thì bị nước Nga đe dọa xâm chiếm. Năm 1868, Tả Tông Đường được triều đình phái đến Cam Túc ổn định tình hình ở đây, đến năm 1873 Tả Tông Đường đã nhờ Ngân hàng Hối Phong Hồng Kông Thượng Hải (Anh Quốc) trợ giúp số tiền 5 triệu lạng bạc làm quân phí, dẫn quân băng qua sa mạc tiến vào vùng Tarim đàn áp cuộc khởi nghĩa do thủ lĩnh A Cổ Bách (Yaqub Beg, 1820 – 1877) lãnh đạo ở Tân Cương, và chiếm miền Y Lê từ tay người Nga.
Trong thời gian này nhà Thanh chi tiêu quân phí rất tốn kém. Từ năm 1875 đến 1878, mặt trận phía Tây (Turkestan, thuộc Tân Cương) tốn mất 51 triệu lạng bạc trong đó 14 triệu lạng bạc được các ngân hàng của Anh cho vay, triều đình cung cấp 26,7 triệu lạng bạc trong vòng 3 năm.
Năm 1865 Hão Hãn Cổ quốc A Cổ Bá xâm nhập vùng Tân Cương chiếm giữ các vùng biên giới phía nam Tân Cương, thành lập nên Triết Đức Sa Nhi hãn quốc. Năm 1870, A Cổ Bá đem quân tiến lên phía bắc đánh chiếm Ô Lỗ Mộc Tề.
Tháng 5 năm 1872 A Cổ Bách ký kết với Đế quốc Nga điều ước cắt nhượng đất đai cho Nga. Hai nước Anh và Nga ganh đua trong việc ủng hộ A Cổ Bách, trong đó Anh đưa đến hàng vạn khẩu súng từ Ấn Độ đến. Chỉ trong một chuyến hàng đưa sang từ Ấn Độ, số lượng vũ khí đã lên tới 22.000 khẩu súng, 8 đại bác, 2.000 đạn pháo. Đế quốc Ottoman cũng công nhận A Cổ Bách là lãnh tụ chính trị Hồi giáo và gửi đến 12.000 súng trường, 8 khẩu đại bác. Quân số của A Cổ Bách lên tới 45.360 người được người Thổ Nhĩ Kỳ huấn luyện.
Năm 1875 Tả Tông Đường được thăng Khâm sai đại thần Đốc biện Tân Cương quân vụ, Văn Hoa điện Đại học sĩ, trước đó Tả Tôn Đường đã chủ động chuẩn bị binh lương.
Năm 1866, Tả Tông Đường bắt đầu thiết lập một hệ thống tiếp vận. Trước hết, ông xây 5 trung tâm hậu trạm tại Trung Hoa chia đều từ đông nam đến tây bắc (gồm ở Thượng Hải tại tỉnh Giang Tô, Thiên Tân thuộc tỉnh Hà Bắc, Phần Châu ở Sơn Tây, Bao Ninh và Thuận Tân ở Tứ Xuyên) và từ đó lương thực, vũ khí và các loại khí cụ khác được mua để chở tới mặt trận. Các trạm cung ứng dịch vụ quân đội ở gần hay tại mặt trận như ở Tây An vùng Thiểm Tây, Thiên Thủy vùng Cam Túc được thành lập để nhận vật liệu chở từ hậu trạm tới và cung cấp cho lực lượng ở trận tiền bằng cáng, xe hay lạc đà xuyên qua hàng ngàn cây số sa mạc. Giữa các trạm dịch vụ chính và hậu trạm có một hay nhiều trạm trung gian để nhận và giao vật dụng. Hán Khẩu chẳng hạn dùng làm hậu trạm phân phối thóc gạo cho mặt trận Thiểm Cam, từ đó tiếp liệu được chở tới Tây An theo nhiều đường khác nhau. Với hệ thống cung cấp như thế, Tả Tông Đường có thể giữ cho tiếp vận không bị gián đoạn. Ông cho người đến Lương Châu, Túc Châu, Ninh Hạ, Bao Đầu và cả nước Nga thu mua lương thực, chia đường chở đến Cáp Mật và nhiều vùng khác xa đến hàng ngàn dặm. Hàng đoàn người và xe vận chuyển lương thảo có quan binh bảo vệ vượt qua sa mạc tập trung về Cáp Mật. Sau 2 năm, số lương thực tại Cáp Mật đã lên tới hơn 1.000 tấn, các nơi khác cũng có đến hàng trăm tấn, tích trữ đủ quân lương. 
Cho quân đồn trú khai phá đất hoang: Ngoài việc thiết lập đường tiếp liệu từ các khu vực duyên hải, Tả Tông Đường còn theo đuổi một chiến lược cổ điển để giải quyết các vấn đề lương thực. Ông ra lệnh cho quân sĩ khai phá các đất hoang trong khu vực doanh trại để sản xuất thóc gạo cho riêng họ. Chiến lược này vốn dĩ dùng từ thời nhà Hán trong thế kỷ thứ nhất và thứ hai cho đến cuối thế kỷ XVIII khi nhà Thanh đóng quân ở Tân Cương.
Khai phá đất hoang tại các vùng biên giới chủ yếu là một chiến lược giải quyết các vấn đề tiếp liệu nhưng cũng có những ảnh hưởng xã hội - kinh tế đáng kể. Thay vì đóng quân để khai hoang, có khi triều đình cho hạt giống, nông cụ, gia súc và chia đất cho nông dân rồi để họ cày cấy. Sau mùa gặt, nhà nước mua hoa màu thặng dư để nuôi quân. Chính sách đó gọi là Dân Đồn nghĩa là để cho dân làm ruộng. Việc đó giúp cho chính quyền sở tại bình định được nông dân và tái lập trật tự.
Ngoài ra, Tả Tông Đường cũng ra lệnh cho quân sĩ của ông tu sửa các hệ thống thủy lợi, đắp đường và trồng cây. Trong suốt chiến dịch này, quân của ông đã khai phá được hơn 19.000 mẫu, trồng 568.000 cây, làm được 96 cái cầu, đắp 800 dặm đường và sửa 13 hệ thống dẫn nước và sông rạch. Những công trình đó không những khiến cho cuộc chinh phạt thành công mà còn giúp cho phục hồi được trật tự chính trị và xã hội - kinh tế thời hậu chiến. Chiến lược đó đã có ảnh hưởng đáng kể trên hệ thống quân sự hiện đại.
Để có quân phí, Tả Tôn Đường vay tiền Ngân hàng Hối Phong Hồng Kông Thượng Hải, giao cho Hồ Tuyết Nham lo liệu vật tư và quân trang cần thiết cho đội quân Tây chinh, cấp cho ông khoản tiền tiếp vận; cơ hội thứ tư là lệnh cho ông nhập vũ khí hiện đại cần thiết từ bên ngoài để thu phục Tân Cương.
Tả Tôn Đường chỉnh đốn quân vụ, những ai không muốn tham gia quân Tây chinh đều được trở về quê, còn những ai ở lại phải chấp hành nghiêm minh kỷ luật không được tự ý dời doanh trại. Tả Tôn Đường lệnh cho Lưu Cẩm Đường chiêu mộ thêm tinh binh từ Hồ Nam nâng tổng số người gốc Hồ Nam trong quân Tây chinh lên tới 17.000 người, cộng thêm 16 đạo quân của Trương Diệu tạo thành lực lượng chủ lực của quân Tây chinh, tiếp theo quân Thục, quân Hoài cũng gia nhập đội quân Tây chinh, nâng tổng số quân lên tới 8 vạn người.
Năm 1873 Tả Tôn Đường thành lập Lan Châu cơ khí cục, cải tạo quân khí theo kiểu của Đức, mua hàng ngàn súng trường và đại bác của hãng Krupp.

#### Tả Tông Đường Tây chinh
Tả Tông Đường thành lập quân Tây chinh gồm nhiều sắc tộc Hán, Mãn, Hồi. Quân Hán và Hồi do Đổng Phúc Tường chỉ huy, quân Mãn do Ngạc Nhĩ và Khánh Nhạc chỉ huy. Tả Tông Đường giáo dục tinh thần chiến đấu cho binh sĩ ông nói "Tân Cương từ thời Hán đã thuộc về Trung Quốc, còn người A Cổ Bá chỉ là dị tộc. Cuộc chiến tranh này là để thu hồi biên cương cho Tổ quốc vì thế các tướng sĩ phải có ý thức quân dân một nhà".
Tiến chậm nhưng hành động nhanh: Để cho phù hợp với sự khó khăn của tiếp liệu, Tả Tông Đường phải chọn một chiến lược đặc biệt. Chiến lược đó gọi là Hoãn Tiến Tốc Chiến nghĩa là "di chuyển chậm nhưng quyết định nhanh trong chiến đấu". Nói một cách khác, chiến lược của ông là dùng nhiều thời gian để chuẩn bị cho các hành động quân sự. Ông chỉ dùng lực lượng sau khi tiếp liệu đã đầy đủ. Khi mọi sự sẵn sàng, ông tấn công nhanh vào những vị trí đã chọn và tiêu diệt địch càng nhanh càng tốt. Cho nên, về phương diện chiến lược là một cuộc chiến kéo dài nhưng trên phương diện chiến thuật là một chuỗi các cuộc tấn công nhanh và chắc chắn vào kẻ thù.
Trước khi đại bác được dùng rộng rãi trong chiến tranh, chiến thuật cốt yếu của Trung Hoa muốn chiếm một vị trí hiểm yếu là bao vây rồi cắt đường lương thực nhiều tháng hay năm cho địch chết đói và làm cho họ phải ra ngoài đánh. Chiến lược bao vây kéo dài này được dùng nhiều trong các chiến dịch đánh giặc Thái Bình của Tăng Quốc Phiên. Chẳng hạn như khi đánh Nam Kinh, thủ phủ của giặc Thái Bình, Tăng Quốc Thuyên đã dùng khoảng 50,000 quân bao vây thành trì kiên cố này hơn 2 năm trước khi hạ được thành năm 1864 khi quân Thái Bình phải phá vòng vây.
Nếu Tả Tông Đường dùng chiến thuật tương tự như thế trong chiến dịch chinh phạt ông sẽ gặp khó khăn rất nhiều về việc tiếp vận. Vì thế ông phải chọn chiến thuật đánh nhanh. Chiến thuật phối hợp hành động của nhiều đơn vị trong chiến đấu là một phương pháp xuất sắc để thực hiện việc đánh nhanh trong cả chiến dịch. Tả Tông Đường thường tập trung đại pháo và kỵ binh vào những mặt trận chính phối hợp với bộ binh. Đánh ban đêm và đánh bất ngờ là những chiến thuật tiêu biểu dùng trong những trận quyết định.
Pháo binh cũng đã được nhóm Vạn Thắng quân dùng nhiều trong chiến tranh ở Trung Hoa thời đó để chống Thái Bình Thiên Quốc. Tương quân cũng theo cách đó. Tuy nhiên không một lực lượng nào của Trung Hoa đã dùng nhiều trong chiến đấu để sau này thành một chiến thuật mới đáng kể như về sau này. Chiến thuật tiêu biểu của quân đội Tả Tông Đường để chiếm các vị trí kiên cố là đem đại pháo ra trước lúc trời tối cho thật gần rồi bắn phá trước khi trời sáng.
Sau khi oanh kích sẽ tấn công bất thình lình bằng bộ binh. Thường thì họ chiếm được chiếc đồn đổ nát ấy mà không mấy thiệt hại.
Việc phối hợp hành động trong hành quân và việc dùng nhiều đại pháo để tấn công đã giảm được nhiều thời gian chiến đấu và cả chiến dịch chinh phạt.
Theo Lư Phụng Các, Tả Tông Đường dùng khoảng 6 năm để chuẩn bị cho việc tây chinh nhưng ông chỉ mất một năm rưỡi là hoàn thành việc thu hồi cả Tân Cương ngoại trừ Y Lê vẫn do Nga chiếm đóng và chỉ trả lại cho Trung Hoa sau khi thương thuyết một thời gian dài.
Sau một thời gian chuẩn bị kỹ càng, tháng 3 năm 1876 Tả Tôn Đường đặt bộ tư lệnh quân Tây chinh ở Túc Châu. Tháng 8 năm 1876, quân Thanh bắt đầu xuất phát với phương châm tiến chậm đánh thắng. Binh sĩ hành quân hơn 2 tháng vượt 2.000 dặm gặp địch là đánh, khẩu phần ăn chỉ có 8 ngày nên trong hành trang ai cũng phải mang theo khoai lang. Mỗi binh sĩ đeo mười mấy cân khoai chạy trên sa mạc nóng bỏng, tinh thần chiến đấu hy sinh quên mình. Quân Thanh do Lưu Cẩm Đường Đạo đài Tây Ninh chỉ huy tiếp cận thành Ô Lỗ Mộc Tề đến tháng 11 thì công hãm thành Mã Nạp Tư Nam (Manasi), tiêu diệt quân A Cổ Bá ở dải biên giới phía bắc, sau đó quân Thanh từ Ô Lỗ Mộc Tề tiến xuống phía nam công hãm thành Đạt Bản, nơi A Cổ Bá tập trung nhiều quân tinh nhuệ, tiêu diệt quân chủ lực của A Cổ Bá tại đây. Sau đó quân Thanh do Trương Diệu chỉ huy tiến đến Khắc Thác Khắc Tôn, Thổ Lỗ Phan. A Cổ Bá tại Khố Nhĩ Lạc (Korla) thế cùng phải tự sát. Tháng 1 năm 1878, Đổng Phúc Tường chiếm lại Vu Điền. Quân Thanh liên tiếp thu hồi các thành Khố Xa, A Khắc Tô (Aksu), Hòa Văn... đến năm 1878 biên giới phía nam hoàn toàn thuộc về Trung Quốc.

#### Chiếm được Y Lê
Y Lê (Ili) là tên gọi một vùng đất xung quanh lưu vực sông Y Lê (Ili river). Sông này bắt nguồn trong dãy núi Thiên Sơn, chảy về phía đông một đoạn ngắn rồi đột ngột quay về phía tây, sau đó vượt hơn một nghìn cây số trước khi đổ vào hồ Balkhash. Miền Y Lê nằm về phía bắc dãy Thiên Sơn, cư dân chủ yếu là người Uyghur (Duy Ngô Nhĩ) và người Kazazh (Cáp Tát Khắc). Dưới thời nhà Thanh, miền Y Lê hoàn toàn thuộc về Trung Quốc; người Nga chiếm Y Lê năm 1871, sau đó vài năm Tả Tông Đường chiếm lại một nửa phía đông Y Lê. Biên giới hai nước được định lại như ngày nay vào năm 1881, và ngày nay miền Y Lê xưa kia nằm trên lãnh thổ nước Kazakhstan và miền tự trị Tân Cương thuộc Trung Quốc. Do nằm về phía bắc dãy Thiên Sơn, nên miền Y Lê đời Thanh còn thường được gọi là Thiên Sơn Bắc Lộ. Thực ra vùng đất Y Lê đã nằm dưới ảnh hưởng Trung Quốc từ thời nhà Hán, nhà Đường, khi ấy thường gọi là Luân Đài (là tên cũ của Urumqi). Trong các bài thơ Đường tả cảnh biên tái thường nhắc đến miền này với những cảnh hoang vu gió tuyết. Sầm Tham có câu: "Luân Đài đông môn tống quân khứ, khứ thì tuyết mãn Thiên Sơn lộ", hùng tráng tuyệt vời! Vào thời Tống, Nguyên, Minh, Trung Quốc không kiểm soát được miền này. Vào thời nhà Thanh, Y Lê là miền đất xa nhất về phía tây thuộc về Trung Quốc, thủ phủ là Ô Lỗ Mộc Tề (Urumqi). Thời nhà Thanh hay nghe cụm từ "đày đi Y Lê", đó là một hình phạt nặng, vì đi từ Bắc Kinh đến Y Lê phải mất vài tháng mới tới nơi.
Năm 1871 Nga viện cớ thu hồi những vùng đất trước đây đã bị nhà Thanh chiếm, tiến quân vào Y Lê (I-Li), tuyên bố "tạm chiếm Y Lê, đợi khi nào Thanh đình có đủ khả năng thống trị miền đó thì sẽ trả lại". Nhưng 7 năm sau khi Tả Tôn Đường đã bình định được Tân Cương rồi, nhà Thanh xin Nga trả lại Y Lê, Nga thản nhiên nuốt lời, bắt Công sứ Sùng Hậu của nhà Thanh phải ký Điều ước Livadia năm 1879 gồm 18 khoản mà các khoản chính là Thanh phải bồi thường quân phí 280 vạn lạng bạc cho Nga, và cắt nhường Nga miền phú nguyên duy nhất của Y Lê chiếm tới 70% diện tích của Y Lê, cho Nga mở 3 tuyến đường thương mại làm cho dư luận triều đình và dân chúng bất bình. Trương Chi Động dâng sớ phản đối kịch liệt. Từ Hi Thái Hậu lúc đó cầm quyền, không chịu, bãi nhiệm chức vụ của Sùng Hậu, chuẩn bị chiến tranh với Nga, cung cấp thêm 25,6 triệu lạng bạc chiến phí cho Tả Tôn Đường.
Mùa hè năm 1880 Tả Tôn Đường lúc đó đã 68 tuổi điều quân từ Túc Châu tấn công Cáp Mật, sĩ khí quân Thanh rất cao. Thế tấn công của quân Thanh đã hỗ trợ rất nhiều cho ngoại giao nhà Thanh đàm phán với Nga.
Nhờ vào tài năng của nhà ngoại giao Tăng Kỷ Trạch (Công sứ Trung Hoa tại Anh và Pháp) vào ngày 24 tháng 2 năm 1881, hai nước ký kết bản Hiệp ước tại St. Petersburg, theo đó Nga bị bắt buộc hoàn trả cho Trung Hoa một số phần đất chiến lược nằm trong vùng Ili, sau khi đã bị nhượng bởi chữ ký không được cố vấn tốt của Công sứ Sùng Hậu trong Điều ước Livadia năm 1879. Sự thành công vào dịp này của Tăng Kỷ Trạch một phần nhờ ở sự chiến thắng quân sự của Tả Tôn Đường tại Tân Cương và ở sự hậu thuẫn mãnh liệt của Tả Tôn Đường và các nhân vật khác trong các cuộc thương thảo tại Nga.
Sau khi dẹp yên các cuộc khởi nghĩa Tả Tôn Đường đề xuất lên triều đình nhiều chủ trương chính sách thúc đẩy kinh tế văn hóa vùng Tân Cương có tác dụng tích cực đối với việc khai phá vùng biên giới, thành lập các cơ sở sản xuất kiểu mới ở vùng Tây Bắc như: Lan Châu cơ khí chức ni cục (là xưởng dệt len cơ khí đầu tiên của Trung Quốc dùng máy móc của Đức, thành lập năm 1878), Tổng cục tơ tằm A Khắc Tô, Lan Châu chế tạo cục thành lập năm 1871, Tây An cơ khí cục thành lập năm 1869. Nhờ công lao này, Tả Tôn Đường được thăng tước hầu, bổ nhiệm Quân cơ đại thần.

### Thời kỳ Dân Quốc

Quốc kỳ của Đệ Nhất Cộng hòa Đông Turkestan, chính thể chỉ tồn tại từ 1933-1934 tại khu vực quanh Kashgar.

Năm 1912, triều Thanh bị Trung Hoa Dân Quốc thay thế, tuần phủ Viên Đại Hóa (袁大化) chạy trốn. Một thuộc hạ của Viên Đại Hóa là Dương Tăng Tân (楊增新), đã nắm quyền kiểm soát Tân Cương và nhậm chức trưởng quan nhân danh Trung Hoa Dân Quốc vào tháng 3 cùng năm. Thông qua các thủ đoạn chính trị và khôn ngoan cân bằng giữa các cử tri đa sắc tộc, Dương Tăng Tân duy trì quyền kiểm soát Tân Cương cho đến khi ông bị ám sát vào năm 1928.
Khởi nghĩa Cáp Mật và các cuộc khởi nghĩa khác chống lại người kế nhiệm là Kim Thụ Nhân (金樹仁) đã diễn ra vào đầu thập niên 1930 trên khắp Tân Cương, với sự tham gia của người Duy Ngô Nhĩ cùng các sắc dân Đột Quyết khác, cũng như người Hồi. Kim Thụ Nhân đã dùng Bạch vệ để dập tắt cuộc khởi nghĩa. Tại vùng Kashgar vào ngày 12 tháng 11 năm 1933, Cộng hòa Đông Turkestan đã tuyên bố thành lập, sau khi có những tranh luận về việc quốc hiệu nên là "Đông Turkestan" hay "Uyghuristan." Khu vực Cộng hòa Đông Turkistan về mặt lý thuyết bao gồm Kashgar, Khotan và Aksu ở tây nam Tân Cương. Sư đoàn 36 của quân đội Quốc Dân đảng gồm hầu hết là người Hồi đã tiêu diệt quân đội của Đệ Nhất Cộng hòa Đông Turkestan trong trận Kashgar (1934), nước Cộng hòa chấm dứt tồn tại sau khi quân Hồi hành quyết hai Emir của Cộng hòa là Abdullah Bughra và Nur Ahmad Jan Bughra. Liên Xô đã xâm lược Tân Cương vào năm 1934. Trong Chiến tranh Tân Cương (1937), toàn bộ tỉnh nằm dưới quyền kiểm soát của quân phiệt Tây Bắc Thịnh Thế Tài(盛世才), ông cai quản Tân Cương trong thập niên sau đó với sự ủng hộ mật thiết từ Liên Xô. Liên Xô duy trì một căn cứ quân sự tại Tân Cương và triển khai một số cố vấn quân sự và kinh tế tại khu vực. Thịnh Thế Tài đã mời một nhóm người Cộng sản Trung Quốc đến Tân Cương, bao gồm em của Mao Trạch Đông là Mao Trạch Dân, song vào năm 1943 do lo sợ sẽ xảy ra một âm mưu, Thịnh Thế Tài đã cho hành quyết những người cộng sản này, bao gồm cả Mao Trạch Dân.

### 1949–nay

#### ThờiLiên Xô(1949-1991)
Đệ Nhị Cộng hòa Turkestan tồn tại từ năm 1944 đến 1949 với sự giúp đỡ của Liên Xô tại khu vực nay là châu Ili ở bắc bộ Tân Cương. Nước cộng hòa này chấm dứt tồn tại khi Quân Giải phóng Nhân dân Trung Quốc tiến vào Tân Cương năm 1949. Năm nhà lãnh đạo của nước cộng hòa đã thiệt mạng trong một tai nạn máy bay trong không phận nước Cộng hòa Xã hội chủ nghĩa Xô viết Kazakhstan vào năm 1949, trước khi họ có thể đàm phán tình trạng cuối cùng của Đông Turkestan với chính quyền Bắc Kinh. Tướng người Hồi Bạch Sùng Hy của Quốc Dân đảng đã ngăn ngừa việc Liên Xô tràn ngập Tân Cương bằng cách giải tán binh lính.
Khu tự trị Duy Ngô Nhĩ Tân Cương được thành lập vào ngày 1 tháng 10 năm 1955, thay thế tỉnh Tân Cương.
Vụ thử thử nghiệm vũ khí hạt nhân đầu tiên của Trung Quốc được tiến hành tại Lop Nur, Tân Cương, vào ngày 16 tháng 10 năm 1964. Một nhà nghiên cứu Nhật Bản suy đoán rằng có thể đã có từ 100.000 đến 200.000 người thiệt mạng do bức xạ từ vụ thử nghiệm hạt nhân, mặc dù khu vực Lop Nur đã không có người định cư lâu dài từ thập niên 1920,. Phương tiện truyền thông Trung Quốc phản bác kết luận này song không cung cấp con số thay thế.
Trong chia rẽ Trung-Xô, tình trạng căng thẳng giữa hai bên đã dẫn đến các vụ xung đột biên giới có đổ máu và ủng hộ kẻ thù của đối phương. Khi những người cộng sản Afghanistan thân Liên Xô đoạt lấy quyền lực vào năm 1978, mối quan hệ giữa Trung Quốc và những người cộng sản Afghanistan nhanh chóng chuyển sang thù địch. Những người cộng sản thân Liên Xô Afghanistan ủng hộ Việt Nam trong cuộc xung đột với Trung Quốc và cáo buộc Trung Quốc hỗ trợ các chiến sĩ chống cộng Afghanistan. Trung Quốc phản ứng với việc Liên Xô xâm chiếm Afghanistan bằng việc ủng hộ các chiến binh Mujahideen Afghanistan và thiết lập sự hiện diện quân sự gần Afghanistan tại Tân Cương. Trung Quốc mua thiết bị quân sự từ Hoa Kỳ để phòng vệ trước Liên Xô.

#### Từ năm 1992-nay
Vào những năm sau khi Nga ra đời, Tổng thống Nga Boris Yeltsin khi đó đã thực hiện cuộc cải tổ quan hệ Nga-Trung mà Gorbachyov từng làm. Tuy vậy, dưới thời Boris Yeltsin, quan hệ Nga-Trung vẫn nảy sinh bất đồng về người Duy Ngô Nhĩ, khi chính phủ thân phương Tây của Yeltsin cáo buộc Trung Quốc "đàn áp sắc dân thiểu số". Trung Quốc không đồng ý và nhiều lần gây tranh cãi với chính phủ Yeltsin, bất chấp Nga vẫn có được sự ủng hộ của Trung Quốc và phương Tây về vấn đề Chechnya, một xứ quốc ly khai ở phía nam nước Nga vùng Kavkaz. Song, khi Vladimir Putin lên cầm quyền từ năm 2000, chính phủ Nga ủng hộ Trung Quốc về vấn đề Tân Cương, và phản đối người Duy Ngô Nhĩ "gây bạo loạn" vào năm 2009. Tuy vậy, Nga vẫn cho phép người Duy Ngô Nhĩ lưu vong lẩn trốn ở Nga.

## Chính trị
Hệ thống chính trị Tân Cương được tổ chức theo mô hình thời Xô viết với một chút thay đổi mang chất Trung Quốc. Từ năm 1979 đến nay, chính trị Tân Cương hoàn toàn tổ chức theo mô hình Trung Quốc. Thủ trưởng hành chính Tân Cương là Chủ tịch Chính phủ Nhân dân Khu tự trị Duy Ngô Nhĩ Tân Cương, tương đương với vị trí Tỉnh trưởng Chính phủ Nhân dân thường là người bản địa, đứng đầu tối cao Tân Cương là Bí thư Khu ủy Khu tự trị Duy Ngô Nhĩ Tân Cương, tương đương với cách gọi chung là Bí thư Tỉnh ủy, là người Hán.

## Hành chính

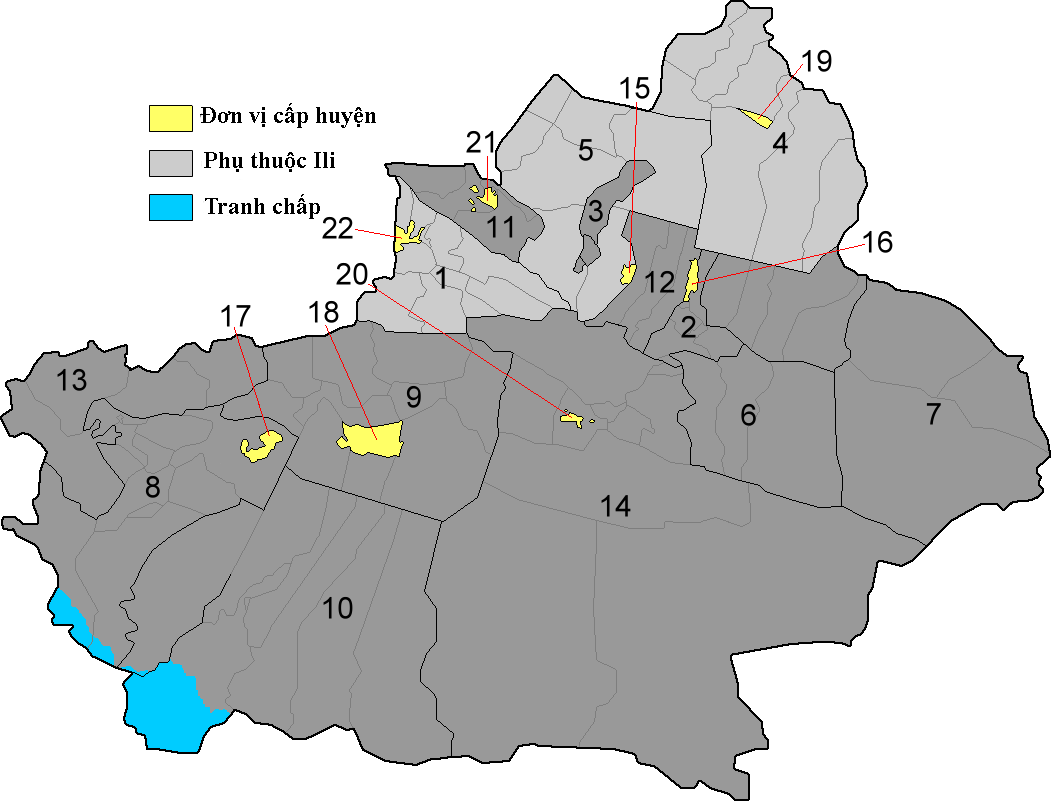
Bản đồ hành chính Khu tự trị Duy Ngô Nhĩ Tân Cương

| Phân cấp thành chính Tân Cương                                                                   |                                                   |                     |                                                                          |                                                     |               |
| STT                                                                                              | Tên                                               | Thủ phủ             | tiếng Duy Ngô Nhĩ Chuyển tự Latinh                                       | Chữ Hán Bính âm                                     | Dân số (2010) |
| Châu tự trị cấp phó tỉnh                                                                         |                                                   |                     |                                                                          |                                                     |               |
| 1                                                                                                | Ili (Y Lê) (của người Kazakh)                     | Y Ninh (Gulja)      | ئىلى قازاق ئاپتونوم ئوبلاستى‎ Ili QazaQ Aptonom Oblasti                   | 伊犁哈萨克自治州 Yīlí Hāsàkè Zìzhìzhōu              | 2.482.627 [a] |
| Thành phố cấp địa khu                                                                            |                                                   |                     |                                                                          |                                                     |               |
| 2                                                                                                | Urumqi (Ô Lỗ Mộc Tề)                              | Thiên Sơn           | ئۈرۈمچى شەھرى‎ Ürümchi Shehri                                             | 乌鲁木齐市 Wūlǔmùqí Shì                             | 3.110.280     |
| 3                                                                                                | Karamay (Khắc Lạp Mã Y)                           | Karamay             | قاراماي شەھرى‎ Qaramay Shehri                                             | 克拉玛依市 Kèlāmǎyī Shì                             | 391.008       |
| 6                                                                                                | Turpan (Thổ Lỗ Phồn)                              | Cao Xương           | تۇرپان شەھىرى‎ Turpan Shehiri                                             | 吐鲁番市 Tǔlǔfān Shì                                | 622.679       |
| 7                                                                                                | Kumul (Cáp Mật)                                   | Kumul               | قۇمۇل شەھىرى‎ Qumul Shehiri                                               | 哈密地市 Hāmì Shì                                   | 572.400       |
| — Địa khu —                                                                                      |                                                   |                     |                                                                          |                                                     |               |
| 4                                                                                                | Altay (A Lặc Thái) thuộc cấp của Ili              | Altay               | ئالتاي ۋىلايىتى‎ Altay Wilayiti                                           | 阿勒泰地区 Ālètài Dìqū                              | 526.980       |
| 5                                                                                                | Tarbagatay (Tháp Thành) thuộc cấp của Ili         | Tháp Thành          | تارباغاتاي ۋىلايىتى‎ Tarbaghatay Wilayiti                                 | 塔城地区 Tǎchéng Dìqū                               | 1.219.212     |
| 8                                                                                                | Kashgar (Khách Thập)                              | Kashgar             | قەشقەر ۋىلايىتى‎ Qeshqer Wilayiti                                         | 喀什地区 Kāshí Dìqū                                 | 3.979.362     |
| 9                                                                                                | Aksu (A Khắc Tô)                                  | Aksu                | ئاقسۇ ۋىلايىتى‎ Aqsu Wilayiti                                             | 阿克苏地区 Ākèsū Dìqū                               | 2.370.887     |
| 10                                                                                               | Hotan (Hòa Điền)                                  | Hotan               | خوتەن ۋىلايىتى‎ Xoten Wilayiti                                            | 和田地区 Hétián Dìqū                                | 2.014.365     |
| — Châu tự trị —                                                                                  |                                                   |                     |                                                                          |                                                     |               |
| 11                                                                                               | Bortala (Bác Nhĩ Tháp Lạp) (của người Mông Cổ)    | Bác Lạc             | بۆرتالا موڭغۇل ئاپتونوم ئوبلاستى‎ Börtala Mongghul Aptonom Oblasti        | 博尔塔拉蒙古自治州 Bó'ěrtǎlā Měnggǔ Zìzhìzhōu       | 443.680       |
| 12                                                                                               | Xương Cát (của người Hồi)                         | Xương Cát           | سانجى خۇيزۇ ئاپتونوم ئوبلاستى‎ Sanji Xuyzu Aptonom Oblasti                | 昌吉回族自治州 Chāngjí Huízú Zìzhìzhōu              | 1.428.592     |
| 13                                                                                               | Kizilsu (Khắc Tư Lặc Tô) (của người Kyrgyz)       | Artux (A Đồ Thập)   | قىزىلسۇ قىرغىز ئاپتونوم ئوبلاستى‎ Qizilsu Qirghiz Aptonom Oblasti         | 克孜勒苏柯尔克孜自治州 Kèzīlèsū Kē'ěrkèzī Zìzhìzhōu | 525.599       |
| 14                                                                                               | Bayingolin (Ba Âm Quách Lăng) (của người Mông Cổ) | Korla (Khố Nhĩ Lặc) | بايىنغولىن موڭغۇل ئاپتونوم ئوبلاستى‎ Bayingholin Mongghul Aptonom Oblasti | 巴音郭楞蒙古自治州 Bāyīnguōlèng Měnggǔ Zìzhìzhōu    | 1.278.492     |
| — Thành phố cấp phó địa khu — (Nằm dưới sự quản lý của Binh đoàn sản xuất và xây dựng Tân Cương) |                                                   |                     |                                                                          |                                                     |               |
| 15                                                                                               | Thạch Hà Tử                                       | /                   | شىخەنزە شەھرى‎ Shixenze Shehri                                            | 石河子市 Shíhézǐ Shì                                | 635.582       |
| 16                                                                                               | Ngũ Gia Cừ                                        | /                   | ئۇجاچۇ شەھرى‎ Wujachu Shehri                                              | 五家渠市 Wǔjiāqú Shì                                | 72.613        |
| 17                                                                                               | Tumxuk (Đồ Mộc Thư Khắc)                          | /                   | تۇمشۇق شەھرى‎ Tumshuq Shehri                                              | 图木舒克市 Túmùshūkè Shì                            | 147.465       |
| 18                                                                                               | Aral (A Lạp Nhĩ)                                  | /                   | ئارال شەھرى‎ Aral Shehri                                                  | 阿拉尔市 Ālā'ěr Shì                                 | 166.205       |
| 19                                                                                               | Bắc Đồn                                           | /                   | بەيتۈن شەھىرى‎ Beatün Shehiri                                             | 北屯市 Běitún Shì                                   | 76.300        |
| 20                                                                                               | Thiết Môn Quan                                    | Thiết Môn Quan      | باشئەگىم شەھىرى‎ Bashegym Shehiri                                         | 铁门关市 Tiĕménguān Shì                             | 200.000       |
| 21                                                                                               | Song Hà                                           | Hồng Tinh Nhị Lộ    | قوشئۆگۈز شەھىرى‎ Qoshögüz Shehiri                                         | 双河市 Shuānghé Shì                                 | 53.800        |
| 22                                                                                               | Kokdala                                           | Hạnh Phúc Lộ        | كۆكدالا شەھىرى‎ Kökdala Shehiri                                           | 可克达拉市 Kěkèdálā Shì                             | 75.000        |
| 23                                                                                               | Côn Ngọc                                          | /                   | قۇرۇمقاش شەھىرى‎ Qurumqash Shehiri                                        | 昆玉市 Kūnyù Shì                                    | 47.500        |

a. ^  Không bao gồm dân số của địa khu Altay và địa khu Tháp Thành.

## Tôn giáo
Tôn giáo tại Tân Cương (2010)
Hiện nay, Tân Cương vẫn là một khu vực gồm nhiều tôn giáo, nhưng Đạo Hồi vẫn có ảnh hưởng lớn trong đời sống xã hội của Tân Cương. Hiện nay, toàn khu vực Tân Cương tổng cộng có hơn 23 nghìn Thánh đường Hồi giáo và nơi tổ chức hoạt động tôn giáo khác như: chùa Lạt-ma, nhà thờ Thiên chúa giáo v.v, đáp ứng đầy đủ nhu cầu của cư dân các dân tộc theo đạo. Tổ chức tôn giáo của Tân Cương chủ yếu có Hiệp hội Hồi giáo, Học viện kinh Islam, Hiệp hội Phật giáo v.v.
Hiện nay tại Tân Cương, khoảng 10 dân tộc trở lên trong đó có người Uyghur (chủ yếu), người Kazakh, người Hồi, người Iran, người Tạng Hồi giáo, người Mông Cổ, người Tatar, người Kyrgyz, người Pakistan, người Tajik, người Uzbek v.v đều theo đạo Hồi, quần chúng theo đạo hơn 10 triệu người, chiếm 56,3% dân số Tân Cương.
Người Mông Cổ ở Tân Cương đa số theo Phật giáo Tây Tạng và một số theo Hồi giáo (do chịu ảnh hưởng từ dân Trung Á), tổng cộng có khoảng 80 nghìn người, Tân Cương có 40 chùa Phật giáo Tây Tạng, gần 30 nghìn người theo Cơ Đốc giáo với 24 nhà thờ. Hiện nay Tân Cương có hơn 4000 người theo Thiên Chúa giáo, 25 nhà thờ và nơi hoạt động Thiên Chúa giáo. Ngoài ra, Tân Cường còn có hơn 100 người Nga theo Chính Thống giáo, có hai nhà thờ.

## Giao thông vận tải
Nói chung giao thông vận tải ở Tân Cương gặp nhiều trở ngại do thời tiết khắc nghiệt, điều kiện hoang mạc ở vùng này. Hiện nay, các tuyến đường cao tốc xuyên Tân Cương đang được xây dựng để trở thành những tuyến đường huyết mạch phục vụ dầu mỏ và an toàn giao thông trong vùng. Song tình hình khắc nghiệt vẫn cản trở hoạt động phát triển giao thông ở đây.

## Du lịch

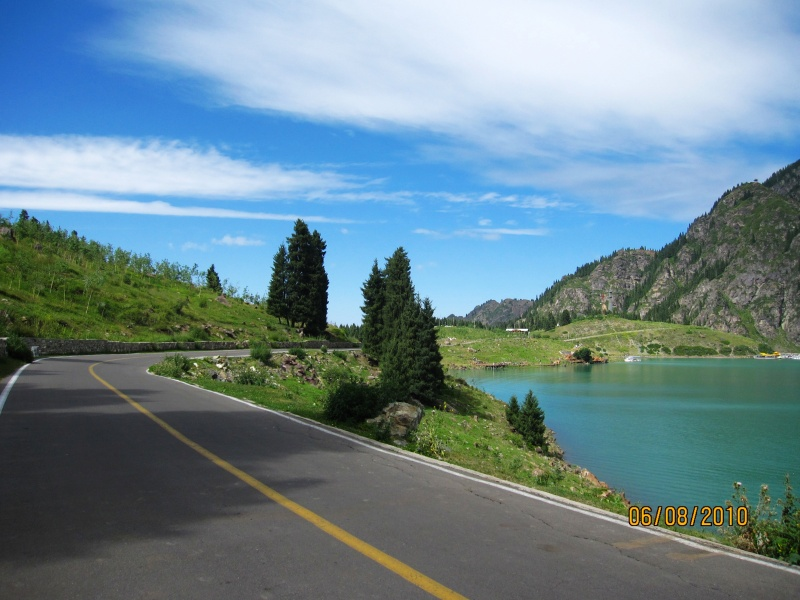
Hồ Thiên Trì.
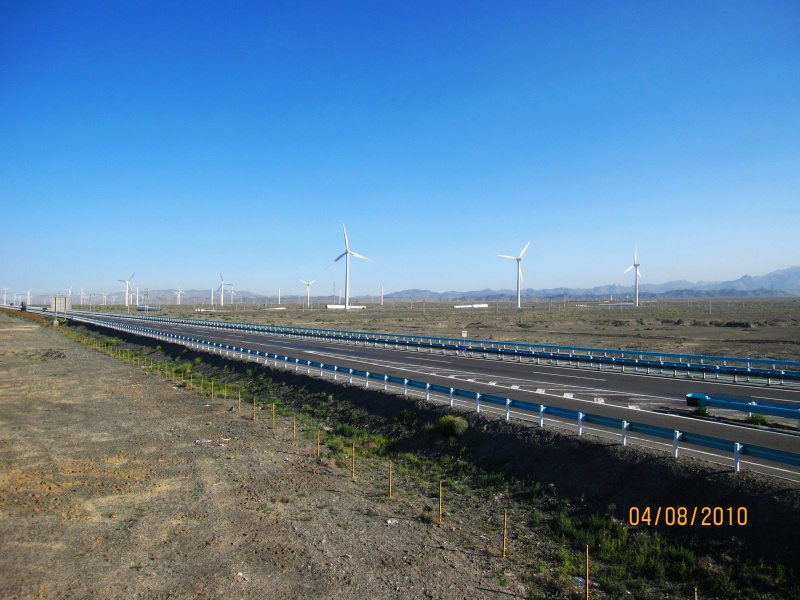
Nhà máy điện sức gió.
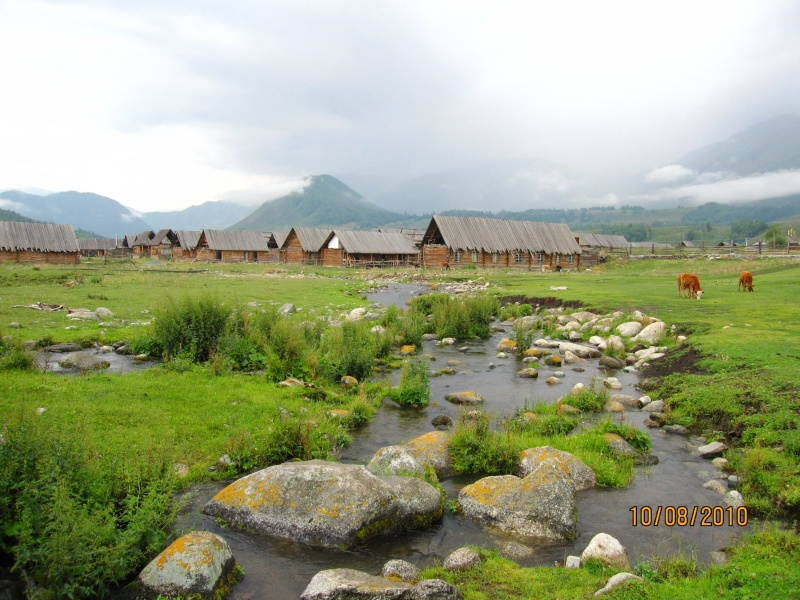
Thôn làng người Tuvas.
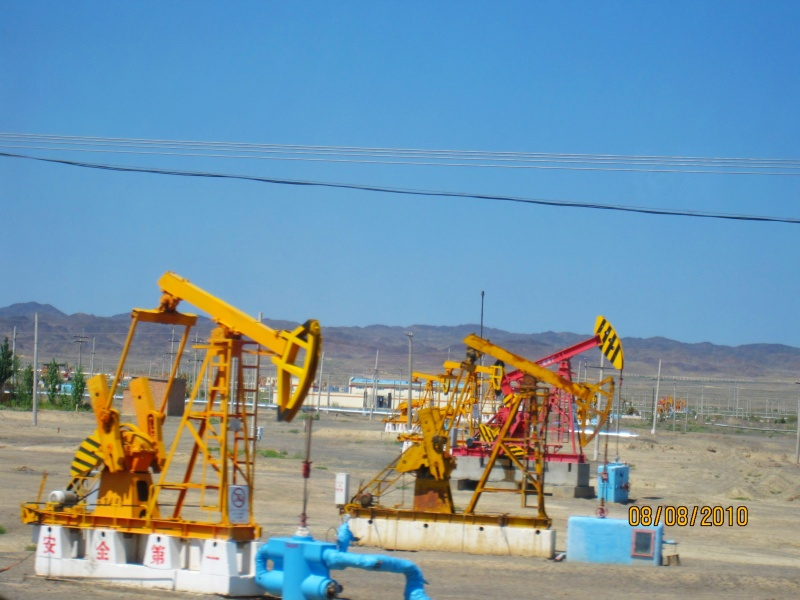
Giếng dầu lộ thiên.
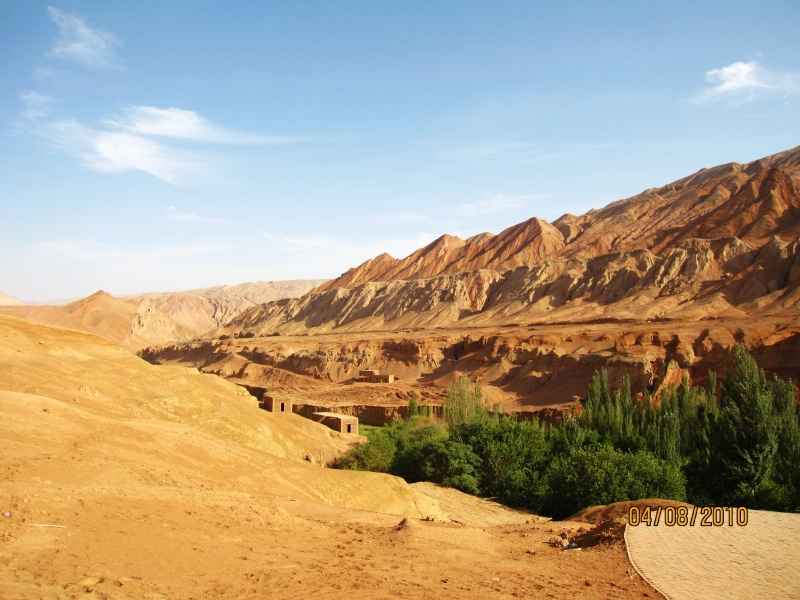
Khu núi Hỏa Diệm Sơn.
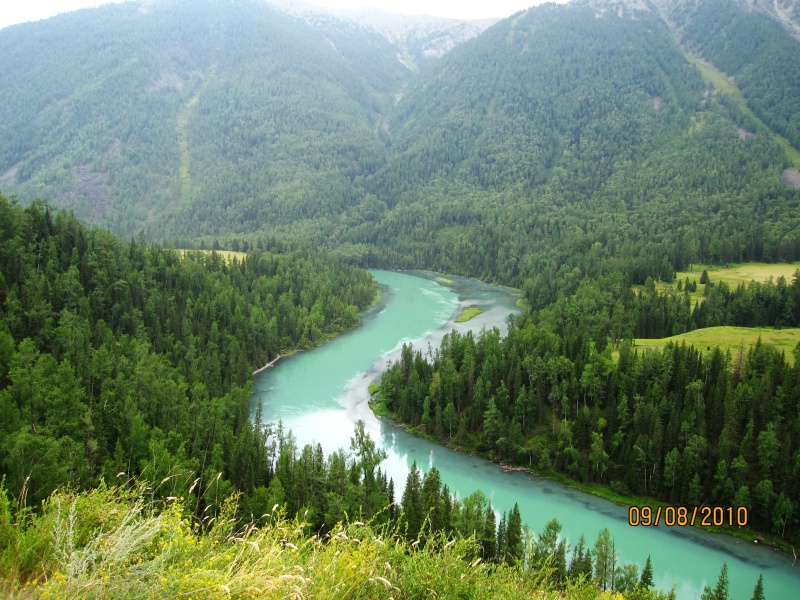
Một cảnh trong kanas.

## Văn hóa Tân Cương

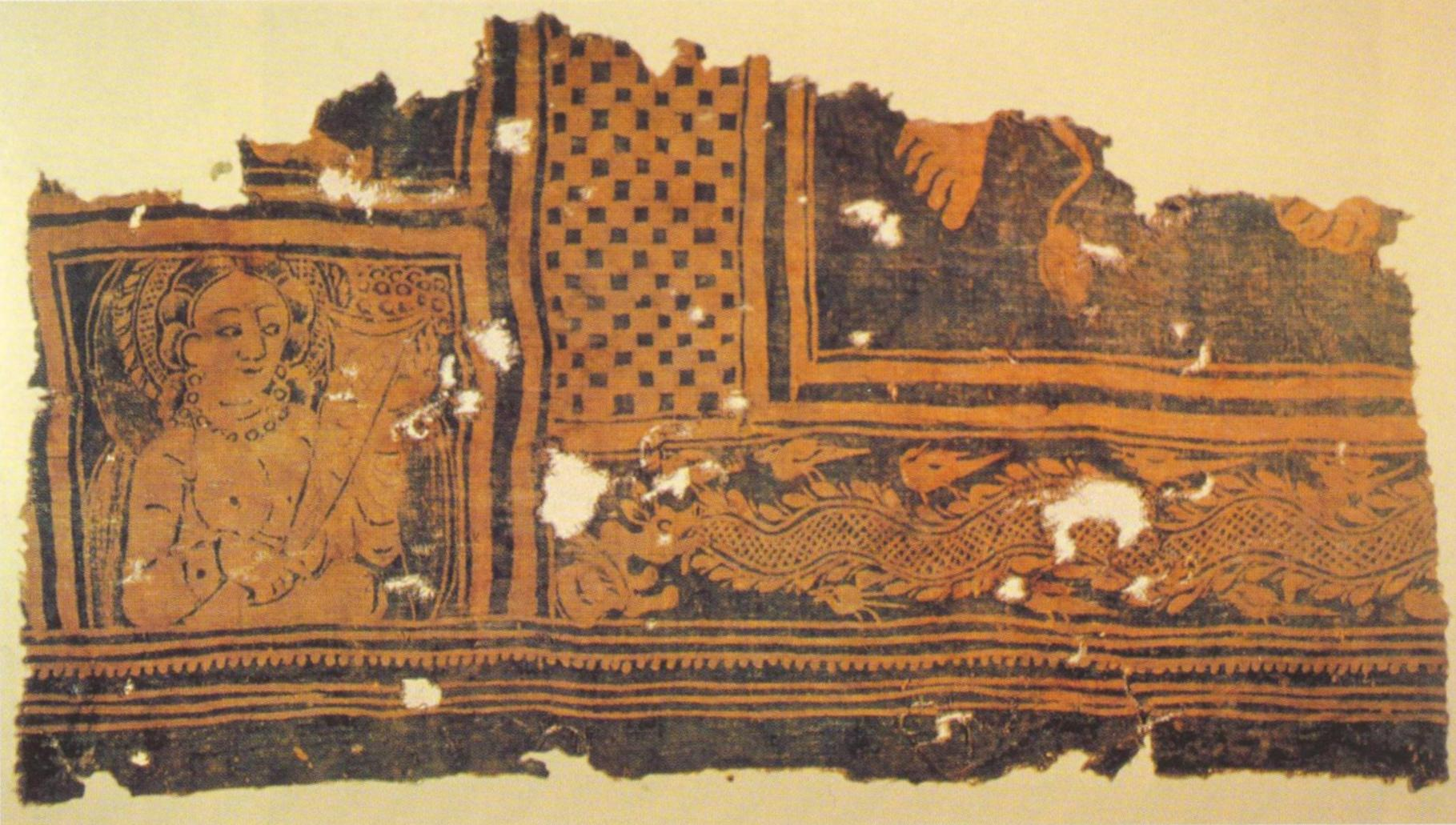
Tranh dệt Niya

## Các công trình kiến trúc tại Tân Cương

Lăng Abakh Khoja tại thành phố cấp huyện Kashgar
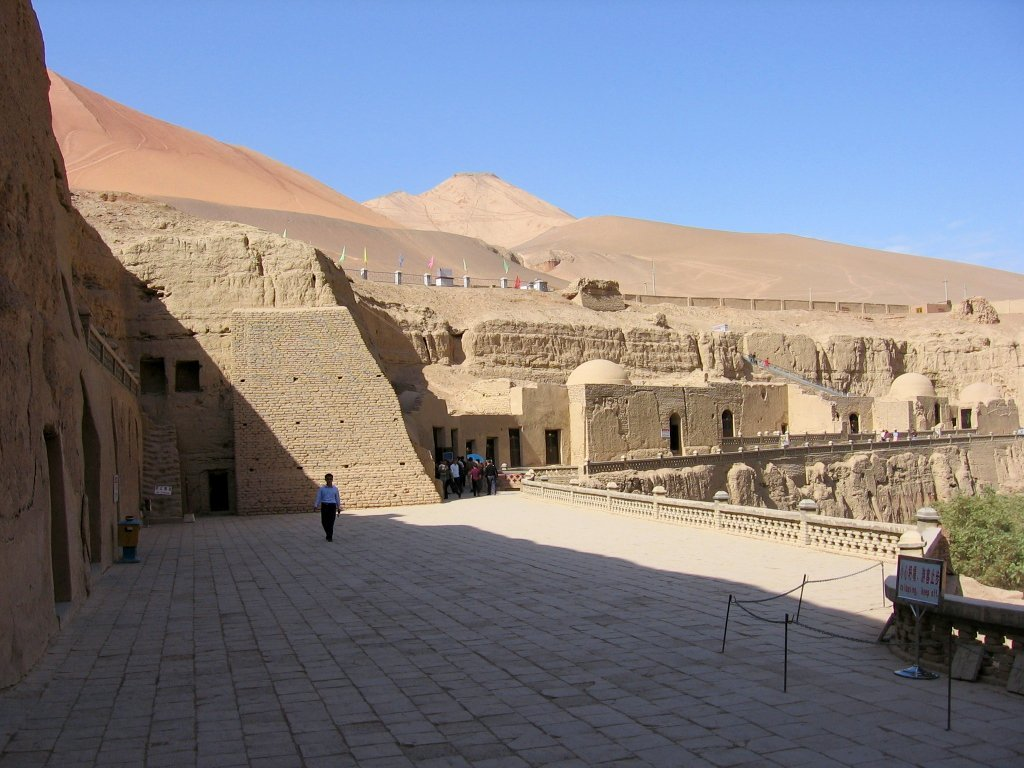
Hang Bezeklik, nơi có hàng nghìn tượng Phật
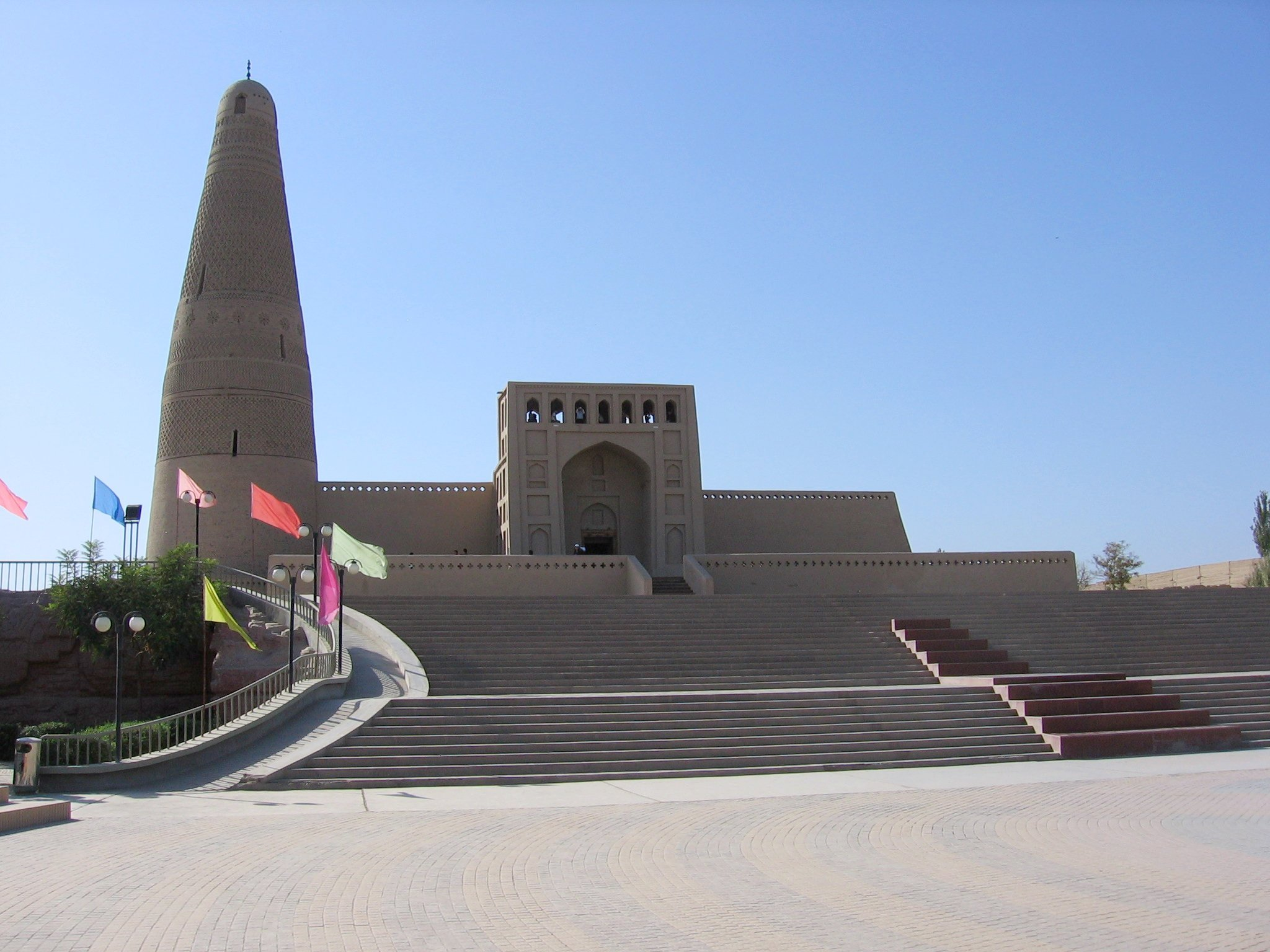
Tháp Emin ở Turfan
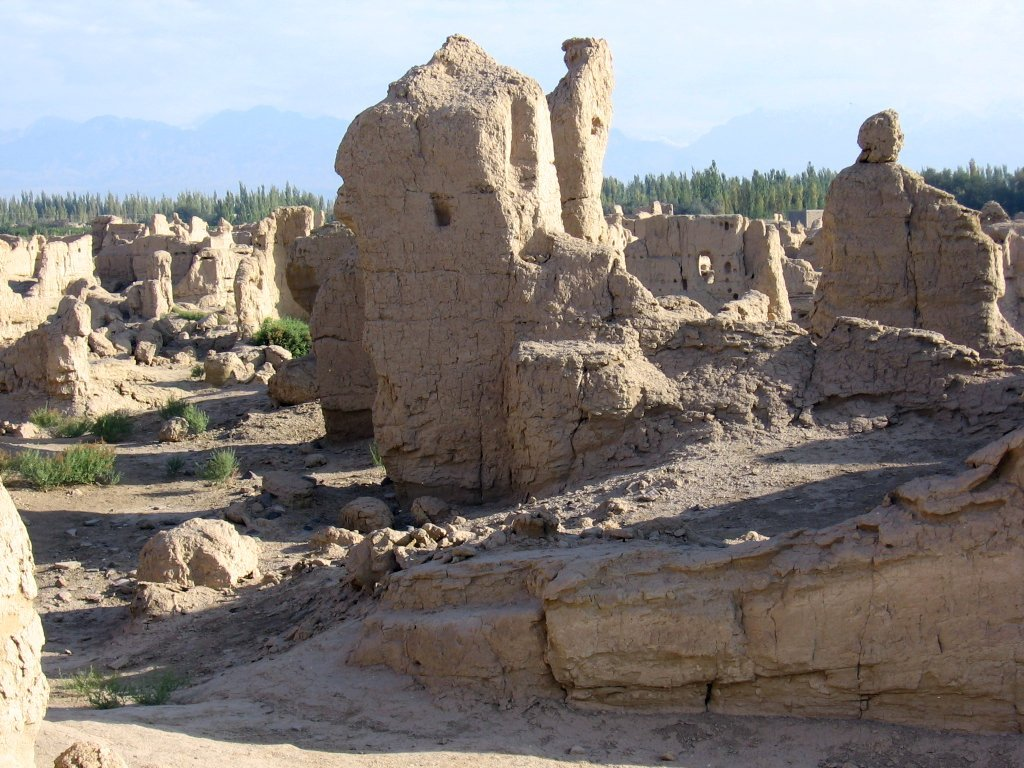
Di tích Jiaohe Ruins